# وول مارت
شركة وول مارت (بالإنجليزية: Wal-Mart) ( /ˈwɔːlmɑːrt/) هي شركة أمريكية متعددة الجنسيات للبيع بالتجزئة تدير سلسلة من محلات السوبر ماركت ومتاجر الخصم ومتاجر البقالات، ويقع مقرها الرئيسي في بنتونفيل أركنساس،  تأسست الشركة رسمياً في 31 أكتوبر 1969، وكان مؤسسها هو سام والتون، تمتلك الشركة وتدير مستودعات سامز كلوب للبيع بالتجزئة،  واعتبارًا من عام 2020 تمتلك وول مارت 11510 متجرًا وناديًا في 27 دولة، وتعمل تحت 56 اسمًا مختلفًا. وتعمل الشركة تحت اسم وول مارت في الولايات المتحدة وكندا، ووول مارت المكسيك في المكسيك وأمريكا الوسطى، وأسدا في المملكة المتحدة، وفليبكارت للجملة في الهند، وتدير عمليات مملوكة بالكامل في الأرجنتين وتشيلي وكندا وجنوب إفريقيا. وتمتلك وول مارت حصة أقلية فقط 20% في «وول مارت البرازيل» التي أعيدت تسميتها Grupo Big في أغسطس 2019.
تعد وول مارت أكبر شركة في العالم من حيث الإيرادات، حيث بلغت إيراداتها 514.405 مليار دولار أمريكي، وفقًا لقائمة فورتشن غلوبال 500 في عام 2019، وهي شركة عائلية مملوكة للتداول العام، حيث تخضع الشركة لسيطرة عائلة والتون، ويمتلك ورثة سام والتون أكثر من 50 في المائة من وول مارت من خلال شركتهم القابضة والتون إنتربرايزس وممتلكاتهم الفردية. وكانت وول مارت أكبر متاجر التجزئة في الولايات المتحدة في 2019.
تم إدراج وول مارت في بورصة نيويورك للأوراق المالية في عام 1972، وبحلول عام 1988 كان بائع التجزئة الأكثر ربحًا في الولايات المتحدة،  وأصبح الأكبر من حيث الإيرادات بحلول أكتوبر 1989. كانت الشركة في الأصل مقتصرة جغرافياً على الجنوب والغرب الأوسط السفلي، وبحلول أوائل التسعينيات افتتحت متاجر من الساحل الشرقي إلى الساحل الغربي.

## التاريخ
ترجع بدايات الشركة إلى سنة 1962 تاريخ افتتاح أول متاجرها على يدي سام والتون. سنة 1968 افتتحت الشركة أول متاجرها خارج ولاية أركنساس وفي 1 أكتوبر 1972 أدرجت أسهمها في البورصة الأمريكية

### 1945-1969: التاريخ المبكر

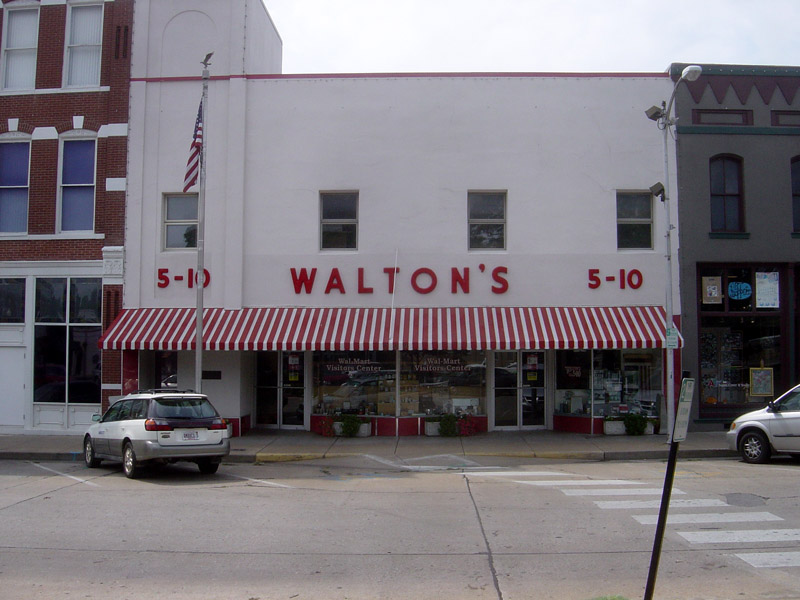
متجر Sam Walton's Five and Dime الأصلي في بنتونفيل أركنساس الذي تم تحويلة إلى «متحف وول مارت»

في عام 1945 اشترى رجل الأعمال والموظف السابق في JC Penney سام والتون فرعًا لمتاجر بن فرانكلين من «بتلر براذرز». وكان تركيزه الأساسي بيع المنتجات بأسعار منخفضة للحصول على مبيعات كبيرة الحجم بهامش ربح أقل، وتصوير ذلك على أنه يناظل من أجل المستهلك، وتعرض لخسائر فادحة بسبب ارتفاع سعر الإيجار وشراء الفرع، لكنه تمكن من العثور على موردين أقل تكلفة من موردي المتاجر الأخرى، وبالتالي كان قادراً على التقليل من أسعار منافسيه. زادت المبيعات بنسبة 45 بالمائة في عامه الأول، وكانت إيراداته 105,000 دولار أمريكي، وزادت إلى 140,000 دولار أمريكي في العام التالي و175,000 دولار أمريكي في العام الذي يليه، وفي غضون العام الخامس كانت إيرادات المتجر قد بلغت 250 ألف دولار، حين انتهى عقد إيجار الموقع ولم يتمكن والتون من التوصل إلى اتفاق للتجديد، ففتح متجرًا جديدًا في 105 N. Main Street في بنتونفيل، وأطلق عليه اسم Walton's Five and Dime. وهو الآن متحف وول مارت.

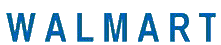
الشعار الأصلي 1962-1964

في 2 يوليو 1962 افتتح والتون أول متجر Walmart Discount City في روجرز أركنساس، الذي يوجد به حالياً متجر لأجهزة الكمبيوتر ومركز تجاري للتحف، بينما توسّع «المتجر رقم 1» للشركة منذ ذلك الحين إلى سوبر سنتر على بعد عدة بلوكات غربًا في شارع وولنات 2110، وخلال السنوات الخمس الأولى توسعت الشركة إلى 18 متجرًا في أركنساس ووصلت مبيعاتها إلى 9 ملايين دولار. في عام 1968 افتتحت أول متاجرها خارج أركنساس في سيكيستون ميزوري وكلارمور أوكلاهوما.

### 1969-1990: التأسيس والنمو كقوة إقليمية

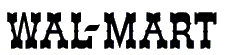
الشعار المستخدم في الفترة 1964-1981

كانت الشركة أدرجت في 31 أكتوبر عام 1969 باسم «وول مارت»، وغيرت اسمها إلى «متاجر وول مارت» في عام 1970، وفي نفس العام افتتحت مكتبًا منزليًا وأول مركز توزيع في بنتونفيل، أركنساس، وكان لديها 38 متجرًا يعمل بها 1500 موظف وبلغت مبيعاتها 44.2 مليون دولار، وبدأت تداول الأسهم كشركة عامة في 1 أكتوبر 1970 وسرعان ما تم إدراجها في بورصة نيويورك.
حدث أول تجزئة للسهم في مايو 1971 بسعر 47 دولارًا للسهم الواحد، وبحلول ذلك الوقت كانت وول مارت تعمل في خمس ولايات: أركنساس، كانساس، لويزيانا، ميسوري، وأوكلاهوما. ودخلت ولاية تينيسي في عام 1973 وكنتاكي وميسيسيبي في عام 1974، ومع انتقال الشركة إلى تكساس في عام 1975 كان هناك 125 متجرًا يعمل بها 7500 موظف وبلغ إجمالي المبيعات 340.3 مليون دولار.

الشعار المستخدم 1981-1992

في الثمانينيات واصلت وول مارت النمو بسرعة وبحلول الذكرى السنوية الخامسة والعشرين للشركة في عام 1987 كان هناك 1198 متجرًا بمبيعات بلغت 15.9 مليار دولار و200 ألف موظف. شهد هذا العام أيضًا اكتمال شبكة الأقمار الصناعية للشركة، وهي استثمار بقيمة 24 مليون دولار يربط جميع المتاجر مع نقل الصوت والبيانات في اتجاهين واتصالات الفيديو أحادية الاتجاه مع مكتب بنتونفيل، وفي ذلك الوقت كان للشركة أكبر شبكة أقمار صناعية خاصة، مما سمح لمكتب الشركة بتتبع المخزون والمبيعات والتواصل على الفور مع المتاجر. وبحلول عام 1984 بدأ سام والتون في الحصول على ما بين 6٪ و40٪ من منتجات شركته من الصين. وفي عام 1988 تنحى والتون عن منصب الرئيس التنفيذي وحل محله ديفيد غلاس. فيما ظل والتون رئيسًا لمجلس الإدارة.

### 1990-2005: ارتفاع البيع بالتجزئة إلى وضع متعدد الجنسيات

تم استخدام الشعار في الفترة 1992-2008 ولا يزال يستخدم في بعض المواقع.

بينما كانت ثالث أكبر متاجر التجزئة في الولايات المتحدة، كانت وول مارت أكثر ربحية من منافسيها «كمارت وسيرز» بحلول أواخر الثمانينيات، وبحلول عام 1990 أصبحت أكبر متاجر التجزئة الأمريكية من حيث الإيرادات.
قبل صيف عام 1990 لم يكن لدى وول مارت أي وجود على الساحل الغربي أو في الشمال الشرقي (باستثناء نادي سامز واحد في نيوجيرسي الذي افتتح في نوفمبر 1989)، ولكن في يوليو وأكتوبر من ذلك العام، افتتح متاجره الأولى في كاليفورنيا وبنسلفانيا على التوالي، وبحلول منتصف التسعينيات، كانت أقوى شركة للبيع بالتجزئة في الولايات المتحدة، وتوسعت في المكسيك عام 1991 وكندا في عام 1994،  افتتحت متاجر وول مارت في جميع أنحاء الولايات المتحدة، وكانت ولاية فيرمونت آخر ولاية يفتتح فيها متجر في عام 1995.
كما افتتحت الشركة متاجر خارج أمريكا الشمالية، وأمريكا الجنوبية عام 1995 بمتاجر في الأرجنتين والبرازيل؛ وأوروبا في يوليو 1999 بشراء Asda في المملكة ب10 مليار دولار أمريكي.
في عام 1997 تمت إضافة وول مارت إلى مؤشر داو جونز الصناعي.
في عام 1998 قدم وول مارت مفهوم سوق الجوار بثلاثة متاجر في أركنساس،  وبحلول عام 2005 تشير التقديرات إلى أن الشركة كانت تسيطر على حوالي 20 في المائة من تجارة التجزئة في البقالات والمواد الاستهلاكية.
في عام 2000 أصبح إتش لي سكوت رئيسًا ومديرًا تنفيذيًا لشركة وول مارت وزادت مبيعات الشركة إلى 165 مليار دولار،  في عام 2002 تم إدراجها لأول مرة كأكبر شركة أمريكية في قائمة فورتشين 500، بإيرادات بلغت 219.8 مليار دولار وأرباح 6.7 مليار دولار، وظلت في القائمة كل عام باستثناء 2006 و2009 و2012.
في عام 2005 أبلغت وول مارت عن مبيعات بقيمة 312,4 مليار دولار أمريكي عبر أكثر من 6200 منشأة حول العالم، بما في ذلك 3800 متجر في الولايات المتحدة و2800 في أماكن أخرى، يعمل بها أكثر من 1.6 مليون موظف، نما وجودها في الولايات المتحدة بسرعة كبيرة بحيث بقيت جيوب صغيرة فقط من البلاد على بعد أكثر من 60 ميل (97 كـم) من أقرب متجر.
عندما توسعت وول مارت بسرعة لتصبح أكبر شركة في العالم، شعر العديد من النقاد بالقلق من تأثيرها على المجتمعات المحلية، لا سيما المدن الصغيرة التي تضم العديد من متاجر «أمي والبوب». وكانت هناك العديد من الدراسات حول التأثير الاقتصادي لوول مارت على المدن الصغيرة والشركات المحلية والوظائف ودافعي الضرائب، وفي إحداها وجد كينيث ستون أستاذ الاقتصاد في جامعة ولاية أيوا أن بعض المدن الصغيرة يمكن أن تفقد ما يقرب من نصف تجارة التجزئة الخاصة بها في غضون عشر سنوات من افتتاح متجر وول مارت،  ومع ذلك في دراسة أخرى قارن التغييرات بما واجهته متاجر البلدة الصغيرة في الماضي بما في ذلك تطوير السكك الحديدية وظهور كتالوج Sears Roebuck ووصول مراكز التسوق، وخلص إلى أن أصحاب المتاجر الذين يتأقلمون للتغييرات في سوق التجزئة يمكن أن تزدهر بعد وصول وول مارت، وأظهرت دراسة لاحقة بالتعاون مع جامعة ولاية ميسيسيبي أن هناك «تأثيرات إيجابية وسلبية على حد سواء على المتاجر الموجودة في المنطقة التي يقع فيها مراكز وول مارت الجديدة».
في أعقاب إعصار كاترينا في سبتمبر 2005 استخدمت وول مارت شبكتها اللوجيستية لتنظيم استجابة سريعة للكارثة، حيث تبرعت بمبلغ 20 مليون دولار و1500 شاحنة محملة بالبضائع، ومئة ألف وجبة، ووعدت بتوفير وظيفة لكل نازح،  وقد وجدت دراسة مستقلة أجراها ستيفن هورويتز من جامعة سانت لورانس أن وول مارت وهوم ديبوت ولويز استفادوا من معرفتهم المحلية حول سلاسل التوريد والبنية التحتية وصناع القرار والموارد الأخرى لتوفير إمدادات الطوارئ وإعادة فتح المتاجر قبل فترة طويلة من الطوارئ الفيدرالية بدأت وكالة الإدارة (FEMA) ردها. في حين تم الإشادة بالشركة بشكل عام لاستجابتها السريعة وسط انتقادات لـ FEMA، سارع العديد من النقاد إلى الإشارة إلى أنه لا تزال هناك مشاكل مع علاقات عمل الشركة.

### 2005-2010: المبادرات

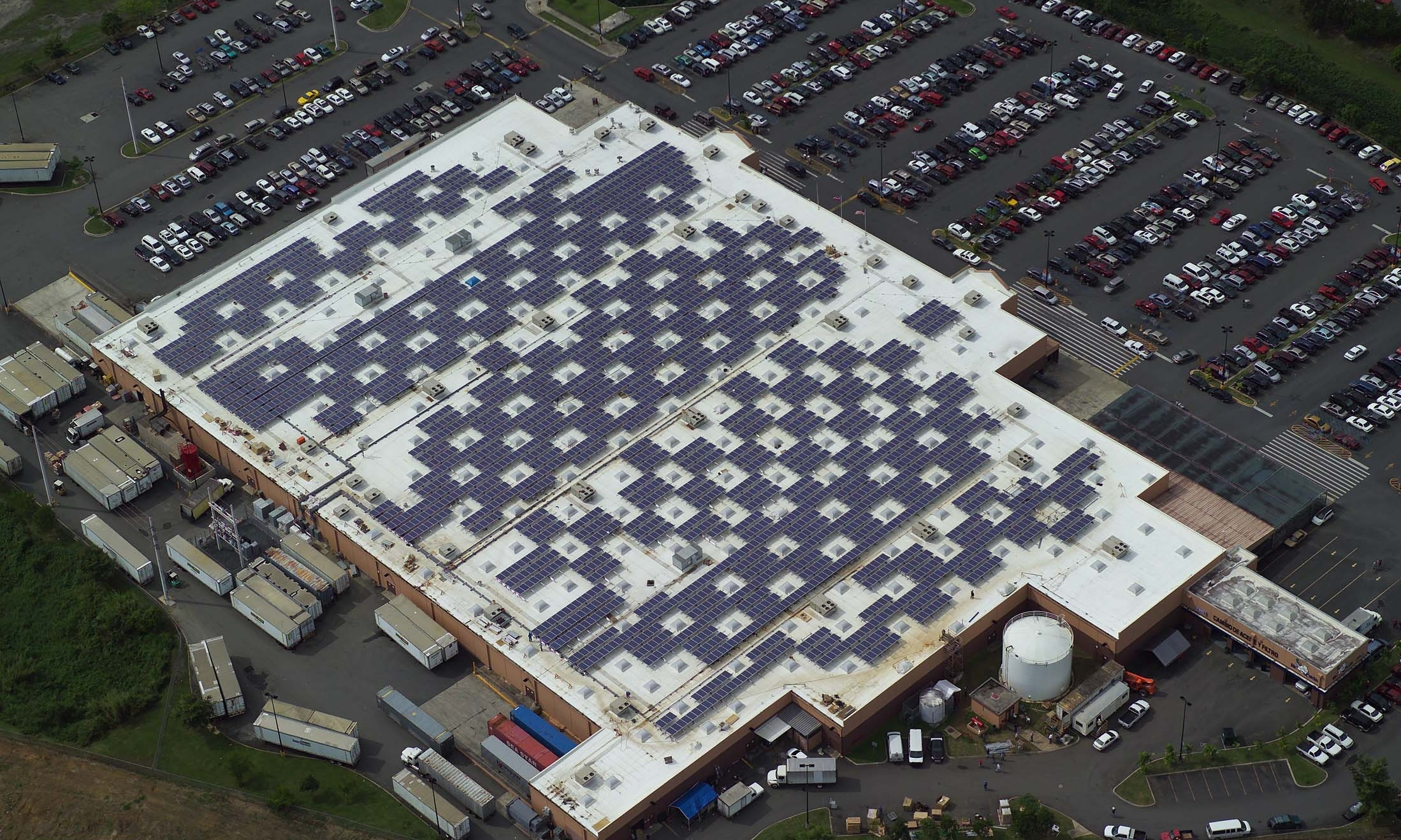
وحدات الطاقة الشمسية المركبة على Walmart Supercenter في كاجواس، بورتوريكو

#### المبادرات البيئية
في نوفمبر 2005 أعلنت وول مارت عن العديد من التدابير البيئية لزيادة كفاءة الطاقة وتحسين سجلها البيئي العام، والذي كان ينقصه سابقًا. وقد تضمنت الأهداف الأساسية للشركة إنفاق 500 مليون دولار سنويًا لزيادة كفاءة الوقود في أسطول شاحنات وول مارت بنسبة 25 في المائة على مدى ثلاث سنوات ومضاعفتها في غضون عشر سنوات، وتقليل انبعاثات غازات الاحتباس الحراري بنسبة 20 في المائة في سبع سنوات، وتقليل استخدام الطاقة في المتاجر بنسبة 30 بالمائة، وخفض النفايات الصلبة من المتاجر الأمريكية ونوادي سام بنسبة 25 بالمائة في ثلاث سنوات. وقال الرئيس التنفيذي لي سكوت إن هدف وول مارت أن تكون «مشرفًا جيدًا للبيئة» وفي النهاية تستخدم فقط مصادر الطاقة المتجددة وتنتج صفرًا من النفايات. كما صممت الشركة ثلاثة متاجر تجريبية جديدة بتوربينات الرياح، وألواح طاقة شمسية وكهروضوئية، ومراجل ذات الوقود الحيوي، وثلاجات مبردة بالماء، وحدائق جافة.
أصبحت وول مارت أكبر بائع للحليب العضوي وأكبر مشتر للقطن العضوي في العالم، مع تقليل تكاليف التعبئة والتغليف والطاقة. وفي عام 2007 عملت الشركة مع مستشارين خارجيين لاكتشاف تأثيرها البيئي الإجمالي وإيجاد مجالات للتحسين، وقد أنشأت وول مارت شركة الكهرباء الخاصة بها في تكساس «تكساس ريتيل إنرجي» وتخطط لتزويد متاجرها بالطاقة الرخيصة المشتراة بأسعار الجملة، ومن خلال هذا المشروع الجديد توقعت الشركة توفير 15 مليون دولار سنويًا وكذلك وضع الأساس والبنية التحتية لبيع الكهرباء لمستهلكي تكساس في المستقبل.

#### تغيير العلامة التجارية وتصميم المتجر
في عام 2006 أعلنت وول مارت أنها ستعيد تصميم متاجرها في الولايات المتحدة لمساعدتها على جذب مجموعة متنوعة من التركيبة السكانية، بما في ذلك المتسوقون الأكثر ثراءً، وكجزء من هذه المبادرة أطلقت الشركة متجرًا جديدًا في بلانو تكساس، تضمن الإلكترونيات الراقية والمجوهرات والنبيذ باهظ الثمن وبار السوشي.
في 12 سبتمبر 2007 قدمت شركة وول مارت إعلانًا جديدًا يحمل شعار «وفر المال.عش بشكل أفضل.» ليحل محل الشعار القديم «ائماً سعر منخفض، دائماً» الذي كانت تستخدمها منذ عام 1988، وقد وجدت Global Insight التي أجرت البحث الذي دعم الإعلانات أن خفض مستوى أسعار وول مارت أدى إلى توفير للمستهلكين بقيمة 287 مليار دولار في عام 2006 وهو ما يعادل 957 دولارًا للشخص الواحد أو 2500 دولارًا لكل أسرة (بزيادة 7.3 بالمائة عن تقديرات المدخرات لعام 2004 البالغة 2,329 دولارًا أمريكيًا.).

تم استخدام الشعار في الفترة 2008-2025 ولا يزال يستخدم في بعض المواقع.

في 30 يونيو 2008 أزال وول مارت الواصلة من شعاره واستبدل النجمة برمز شرارة يشبه أمة الله أو زهرة أو نجمة، تلقى الشعار الجديد آراء متباينة من نقاد التصميم الذين تساءلوا عما إذا كان الشعار الجديد جريئًا مثل شعار المنافسين مثل شركة تارجت أو يمكن التعرف عليه على الفور مثل شعار الشركة السابق والذي تم استخدامه لمدة 18 عامًا. ظهر الشعار الجديد لأول مرة على موقع الشركة في 1 يوليو 2008 وتم تحديث شعارات المتاجر في مواقعها في الولايات المتحدة في خريف عام 2008،  وبدأت وول مارت كندا في اعتماد الشعار لمتاجرها في أوائل عام 2009.

#### عمليات الاستحواذ ومزايا الموظفين
في 20 مارس 2009 أعلنت شركة وول مارت أنها كانت تدفع 933.6 مليون دولار أمريكي مكافآت لكل عامل كل ساعة بدوام كامل وجزئي. بالإضافة إلى 788.8 مليون دولار في تقاسم الأرباح، مئات الملايين من الدولارات في خصومات البضائع، والمساهمات في خطة شراء الأسهم للموظفين. بينما كان الاقتصاد عمومًا في حالة ركود مستمر، أبلغت وول مارت عن أرقام مالية قوية للسنة المالية المنتهية في 31 يناير 2009 مع 401.2 مليار دولار في صافي المبيعات، بزيادة قدرها 7.2 في المائة عن العام السابق، وزاد الدخل من العمليات المستمرة بنسبة 3٪ إلى 13.3 مليار دولار، وارتفعت ربحية السهم بنسبة 6٪ إلى 3.35 دولار.
في 22 فبراير 2010 أكدت الشركة أنها استحوذت على شركة Vudu, Inc. لبث الفيديو مقابل 100 مليون دولار.

### 2011-2019

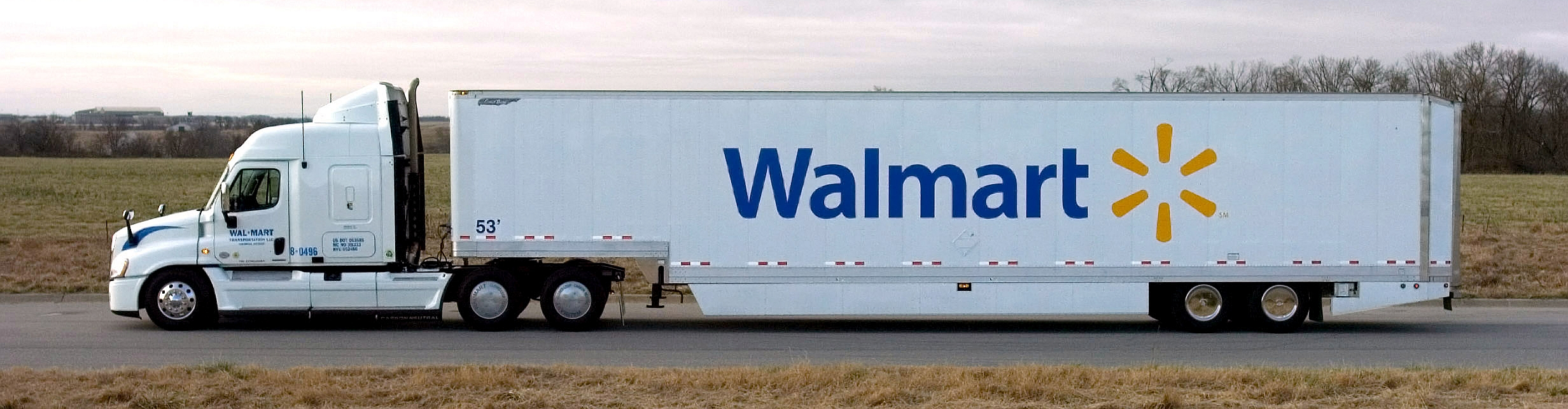
شاحنة تم تحويلها لتعمل بالوقود الحيوي

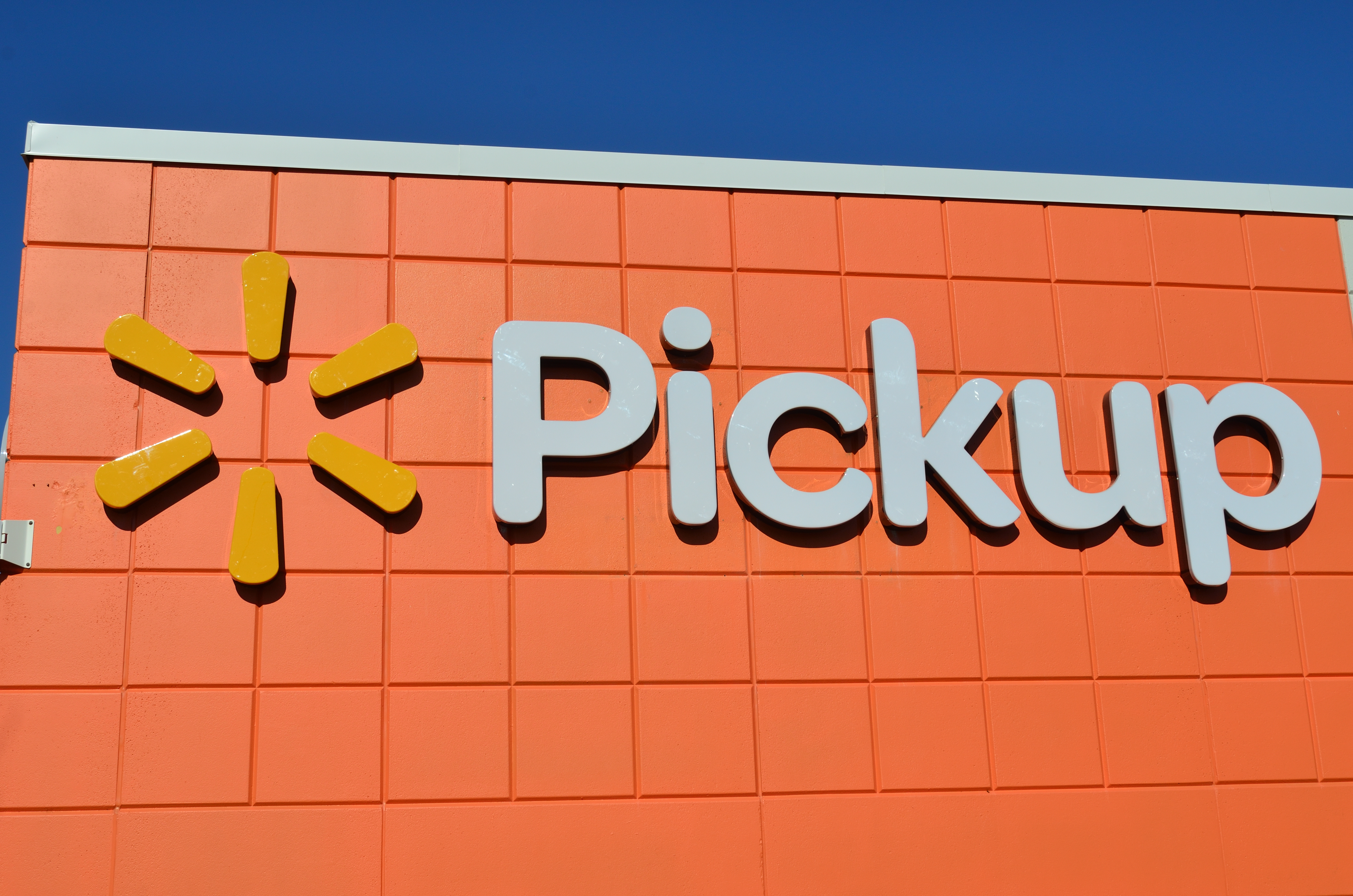
موقع Walmart Pickup في كندا

يسجل أسطول شاحنات وول مارت ملايين الأميال كل عام، وتخطط الشركة لمضاعفة كفاءة الأسطول بين عامي 2005 و2015،  الشاحنة المصورة هي واحدة من 15 شاحنة في مركز التوزيع في باكاي أريزونا في وول مارت، والتي تم تحويلها لتعمل بالوقود الحيوي من شحوم الطهي المستصلحة المصنوعة أثناء تحضير الطعام في متاجر وول مارت.
في يناير 2011 أعلنت وول مارت عن برنامج لتحسين القيمة الغذائية لعلامات متاجرها التجارية على مدى خمس سنوات، وتقليل كمية الملح والسكر تدريجيًا والقضاء تمامًا على الدهون المتحولة، ووعدت وول مارت أيضًا بالتفاوض مع الموردين فيما يتعلق بقضايا التغذية، وتخفيض أسعار الأطعمة والخضروات الكاملة، وفتح متاجر في المناطق ذات الدخل المنخفض، ما يسمى ب «الصحاري الغذائية» حيث لا توجد متاجر سوبر ماركت.
في 23 أبريل 2011 أعلنت الشركة أنها بصدد اختبار نظام التوصيل للمنازل الجديد "Walmart To Go" حيث سيتمكن العملاء من طلب عناصر محددة معروضة على موقع الويب الخاص بهم، وقد كان الاختبار الأولي في سان خوسيه، كاليفورنيا ولم تقل الشركة بعد ما إذا كان سيتم طرح نظام التسليم في جميع أنحاء البلاد.
في 14 نوفمبر 2012 أطلقت وول مارت أول خدمة اشتراك بريد تسمى Goodies تمكن العملاء من تجربة أطعمة جديدة، حيث يدفع العملاء اشتراكًا شهريًا قدره 7 دولارات مقابل خمس إلى ثماني عينات طعام يتم تسليمها كل شهر،  تم إغلاق الخدمة في أواخر عام 2013.
في يونيو 2014 أضرب بعض موظفي وول مارت في المدن الأمريكية الكبرى مطالبين بزيادة الأجور،  وفي يوليو 2014 أطلق الممثل الكوميدي الأمريكي تريسي مورغان دعوى قضائية ضد شركة وول مارت تطالب بتعويضات عقابية على كومة سيارات متعددة تزعم الدعوى أنها سببها سائق إحدى مقطورات الشركة التي لم ينام لمدة 24 ساعة، ويبدو أن سيارة مورغان الليموزين أصيبت بالمقطورة مما أدى إلى إصابته واثنين من رفاقه ووفاة الرابع وهو زميله الكوميدي جيمس ماكنير. توصلت وول مارت إلى تسوية مع عائلة ماكنير مقابل 10 ملايين دولار بينما لم تعترف بأي مسؤولية،  وتوصل مورغان وول مارت إلى تسوية في عام 2015 مقابل مبلغ لم يكشف عنه،  على الرغم من أن وول مارت اتهم لاحقًا شركات التأمين بـ «سوء النية» في رفض دفع التسوية.
في عام 2015 أغلقت الشركة خمسة متاجر في غضون مهلة قصيرة لإصلاح السباكة،  ومع ذلك زعم الموظفون والاتحاد الدولي للعمال الغذائي والتجاري (UFCW) أن بعض المتاجر أغلقت انتقاما من الإضرابات التي تهدف إلى زيادة الأجور وتحسين ظروف العمل،  وقدم اتحاد النقابات العمالية البريطانية شكوى إلى المجلس الوطني لعلاقات العمل. ولاحقاً تم إعادة فتح جميع المتاجر الخمسة.
في عام 2015 كان وول مارت أكبر منتج تجاري الولايات المتحدة من الطاقة الشمسية بطاقة قدرها 142 ميغاواط قدرة، في 17 مشروع لتخزين الطاقة،  وقد كانت هذه الطاقة الشمسية موجودة بشكل أساسي على أسطح المنازل، بالإضافة إلى 20000 متر2 للمظلات الشمسية فوق مواقف السيارات.

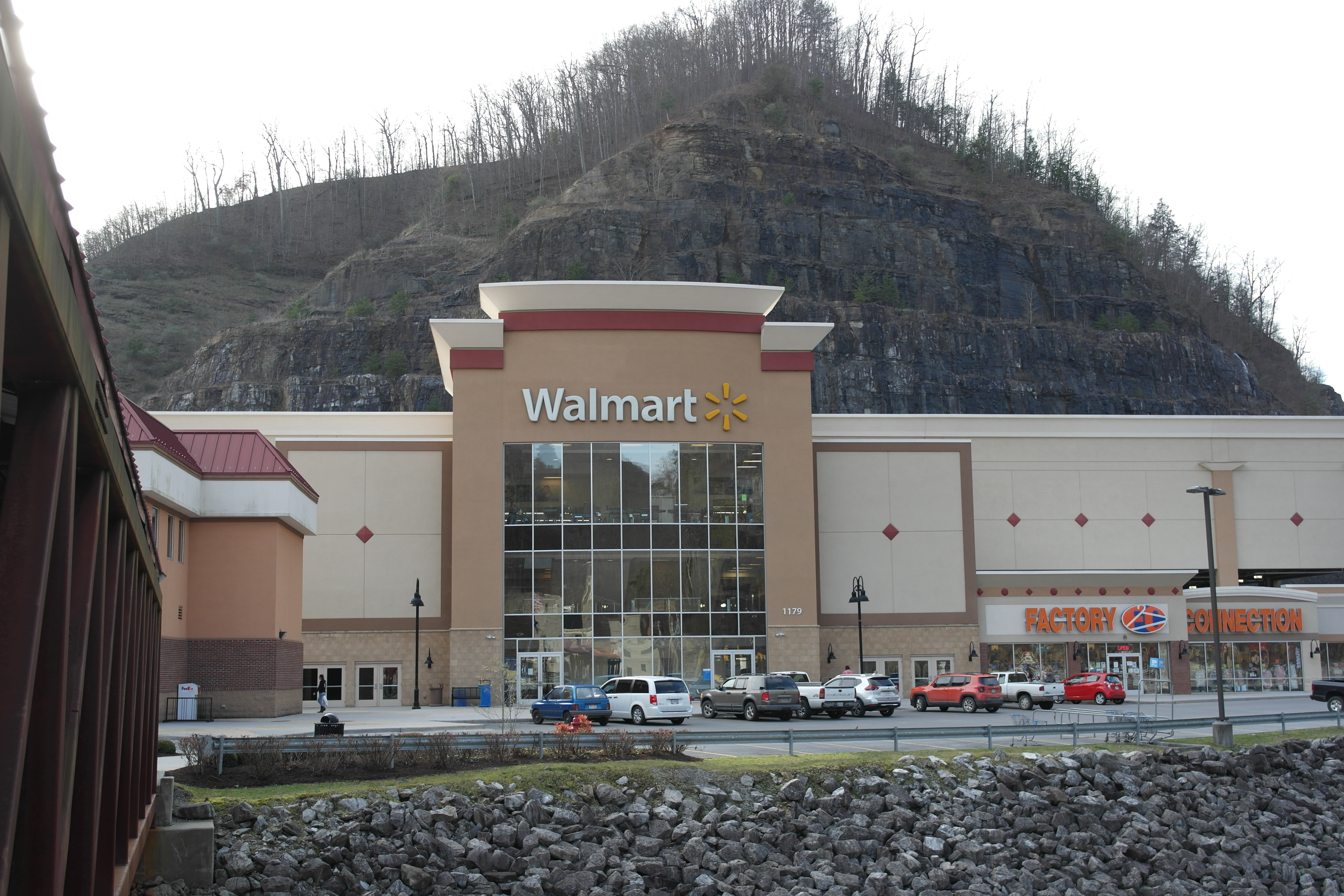
وول مارت سوبر سنتر في جروندي، فيرجينيا. تم بناء هذا المتجر كجزء من مشروع تنشيط بقيمة 200 مليون دولار. تم بناء المتجر فوق مرآب للسيارات من طابقين، وهو الوحيد من نوعه في الولايات المتحدة.

في 15 يناير 2016 أعلنت شركة وول مارت أنها ستغلق 269 متجرًا في عام 2016 مما يؤثر على 16000 عامل،  منها مائة وخمسون متجرًا في الولايات المتحدة (150 متجرًا من متاجر وول مارت الأمريكية، و115 متجرًا من متاجر وول مارت الدولية، و4 نوادي سام)، وخمسة وتسعون في المائة من هذه المتاجر الأمريكية كانت موجودة في المتوسط على بعد 10 أميال من متجر وول مارت آخر. حيث تمثل المتاجر البالغ عددها 269 أقل من 1 في المائة من لقطات مربعة عالمية وإيرادات للشركة، وقد تم تضمين جميع مواقع Walmart Express البالغ عددها 102 والتي كانت في برنامج تجريبي منذ عام 2011 في عمليات الإغلاق. وخططت وول مارت للتركيز على «تعزيز سوبرسنترز، وتحسين أسواق الجوار، وتنمية أعمال التجارة الإلكترونية وتوسيع خدمات الالتقاط للعملاء».
وفي السنة المالية 2017 خططت الشركة لفتح ما بين 50 و60 مركز سوبر سنتر، و85 إلى 95 من أسواق الجوار، و7 إلى 10 نوادي سام، و200 إلى 240 موقعًا دوليًا، وفي نهاية السنة المالية 2017 افتتحت وول مارت 38 مركز سوبر سنتر ونقلت أو وسعت أو حولت 21 متجرًا للخصم إلى مركز سوبر سنتر، ليصبح المجموع 59 مركز سوبر سنتر، وافتتحت 69 سوقًا حيًا و8 أندية سام و173 موقعًا دوليًا، ونقلت أو وسعت أو حولت 4 مواقع لما مجموعه 177 موقعًا دوليًا، وفي 8 أغسطس 2016 أعلنت شركة وول مارت عن صفقة لشراء موقع التجارة الإلكترونية Jet.com مقابل 3.3 مليار دولار أمريكي. وبقي المؤسس المشارك والرئيس التنفيذي لشركة Jet.com مارك لور لتشغيل Jet.com بالإضافة إلى عملية التجارة الإلكترونية الحالية في الولايات المتحدة لشركة وول مارت. تم تنظيم عملية الاستحواذ على شكل دفع تعويضات بقيمة 3 مليارات دولار نقدًا، ومبلغ 300 مليون دولار إضافي في أسهم وول مارت التي تم تخصيصها بمرور الوقت كجزء من خطة المكافآت التحفيزية للمديرين التنفيذيين في Jet.com. وفي 19 أكتوبر 2016 أعلنت شركة وول مارت أنها ستشترك مع IBM وجامعة Tsinghua لتتبع سلسلة توريد لحم الخنزير في الصين باستخدام blockchain.
في 15 فبراير 2017 أعلنت وول مارت عن استحواذها على Moosejaw وهو متجر تجزئة خارجي نشط ورائد على الإنترنت، مقابل 51 مليون دولار تقريبًا، وتم إغلاق عملية الاستحواذ في 13 فبراير 2017. في 16 يونيو 2017 وافقت وول مارت على الاستحواذ على شركة الملابس الرجالية Bonobos مقابل 310 ملايين دولار في محاولة لتوسيع مقتنياتها من الأزياء،  وفي 29 سبتمبر 2017 استحوذت وول مارت على شركة Parcel، وهي شركة توصيل تعتمد على التكنولوجيا في نفس اليوم وفي آخر ميل في بروكلين. وشهد إعلان الاستحواذ ارتفاع أسهم وول مارت بأكثر من 1 ٪. في 6 ديسمبر 2017 أعلنت شركة وول مارت أنها ستغير اسم الشركة إلى "Walmart Inc". بدلاً من "Wal-Mart Stores, Inc" اعتبارًا من 1 فبراير 2018.
في 11 يناير 2018 أعلن وول مارت أنه سيتم إغلاق 63 موقعًا من مواقع Sam's Club في مدن بما في ذلك الموجودة في ممفيس وهيوستن وسياتل وغيرها، حيث تمت تصفية بعض المتاجر بالفعل دون إخطار الموظفين؛ وعلم بعض الموظفين ذلك من خلال رسالة بريد إلكتروني على مستوى الشركة تم تسليمها في 11 يناير، واختفت جميع المتاجر البالغ عددها 63 من موقع Sam's Club الإلكتروني اعتبارًا من صباح 11 يناير، وقال وول مارت إن عشرة من المتاجر ستصبح مراكز توزيع للتجارة الإلكترونية ويمكن للموظفين إعادة التقديم للعمل في تلك المواقع، وقالت مجلة بيزنس إنسايدر أن أكثر من 11 ألف عامل سيتأثرون بهذه العملية،  وفي نفس اليوم أعلنت شركة وول مارت أنه نتيجة لقانون الضرائب الجديد ستعمل على رفع أجور وول مارت في البداية وتوزيع المكافآت وتوسيع سياسات الإجازات، والمساهمة في تكلفة تبني الموظفين، وقال دوج ماكميلون الرئيس التنفيذي لشركة وول مارت «نحن في مراحل مبكرة لتقييم الفرص التي يوفرها الإصلاح الضريبي لنا للاستثمار في عملائنا وشركائنا ولتعزيز أعمالنا بشكل أكبر، وكل ذلك من شأنه أن يفيد مساهمينا».
في مارس 2018 أعلنت شركة وول مارت أنها تنتج علامتها التجارية الخاصة من مجموعات الوجبات في جميع متاجرها التي يتم تسعيرها بموجب Blue Apron المصممة لخدمة شخصين.
أفيد أن وول مارت تبحث الدخول لمساحة الاشتراك في الفيديو على أمل التنافس مع Netflix وAmazon، وقد استعانت بمساعدة الرئيس التنفيذي السابق لشركة إيبيكس، Mark Greenberg للمساعدة في تطوير خدمة بث فيديو باشتراك منخفض التكلفة.
في سبتمبر 2018 دخلت وول مارت في شراكة مع الممثلة الكوميدية ومضيفة البرامج الحوارية إلين ديجينيرز لإطلاق علامة تجارية جديدة من الملابس والإكسسوارات النسائية تسمى EV1.
في 26 فبراير 2019 أعلنت شركة وول مارت أنها استحوذت على شركة Aspectiva الناشئة لمراجعة المنتجات ومقرها تل أبيب مقابل مبلغ لم يكشف عنه.
في مايو 2019 أعلنت شركة وول مارت عن إطلاق الشحن المجاني لمدة يوم واحد على أكثر من 220 ألف عنصر بحد أدنى لمبلغ الشراء 35 دولارًا،  وتم إطلاق المبادرة لأول مرة في لاس فيغاس ومنطقة فينيكس.
في سبتمبر 2019 أعلنت وول مارت أنها ستتوقف عن بيع جميع السجائر الإلكترونية بسبب «التعقيد التنظيمي وعدم اليقين» بشأن المنتجات وفي وقت سابق من عام 2019 توقفت وول مارت عن بيع السجائر الإلكترونية بنكهة الفاكهة ورفعت الحد الأدنى للعمر إلى 21 عامًا لشراء المنتجات التي تحتوي على التبغ،  وفي نفس الشهر افتتحت وول مارت أول مركز صحي لها وهو «مركز طبي» حيث يمكن للعملاء شراء خدمات الرعاية الأولية، مثل: اختبارات الرؤية، وفحوصات الأسنان وقنوات الجذور، والأعمال المعملية، والأشعة السينية ورسم تخطيط القلب، وتقديم المشورة، واللياقة البدنية ودروس النظام الغذائي، وتم إدراج الأسعار بدون تأمين على سبيل المثال عند 30 دولارًا للفحص المادي السنوي و45 دولارًا للجلسة الاستشارية. واستمرارًا لمبادرة الرعاية الصحية فقد افتتحت نموذجًا أوليًا لعيادة الصحة والعافية على مساحة 2600 قدم مربع في سبرينجديل أركنساس فقط لتوسيع الخدمات.
اعتبارًا من أكتوبر 2019 توقفت وول مارت عن بيع جميع الأسماك الحية والنباتات المائية.

### 2020: استمرار النمو والتنمية

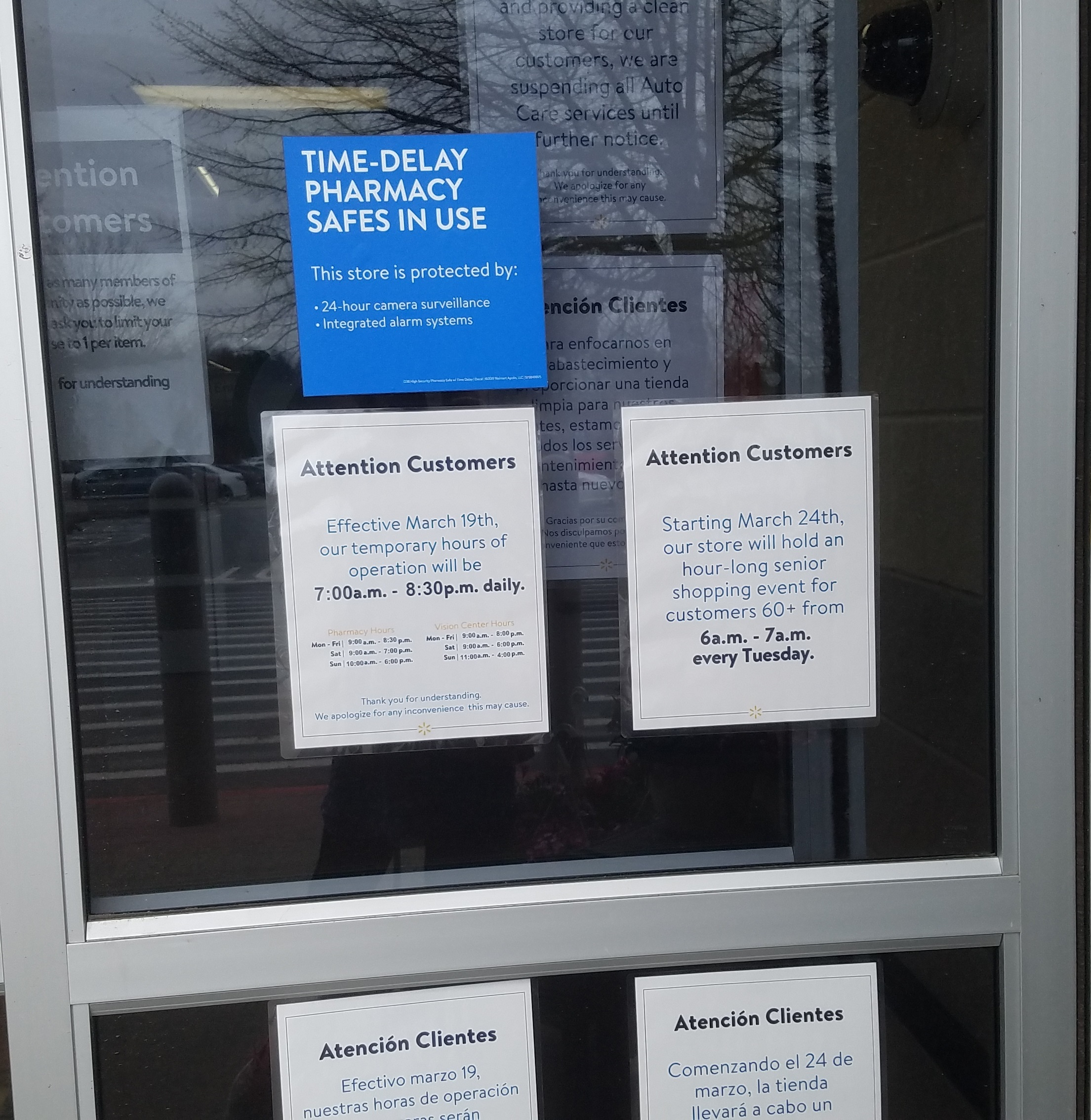
أشارت العلامات الموجودة على وول مارت إلى تغييرات بسبب فيروس كورونا

بدأ هذا العقد كما هو الحال مع العديد من الشركات الأخرى بطريقة غير تقليدية وغير عادية ويرجع ذلك إلى جزء كبير جائحة فيروس كورونا 2019–20، بما في ذلك إغلاق المتاجر ومحدودية إشغال المتاجر والتوظيف إلى جانب بروتوكولات التباعد الاجتماعي.
في مارس 2020 غيرت وول مارت بعض مزايا موظفيها، حيث يمكن للموظفين الآن أن يقرروا البقاء في المنزل وأخذ إجازة غير مدفوعة الأجر إذا شعروا بعدم القدرة على العمل أو عدم الراحة في القدوم إلى العمل. بالإضافة إلى ذلك سيحصل موظفو وول مارت الذين أصيبوا بالفيروس على «أجر يصل إلى أسبوعين». وبعد أسبوعين يصبح الموظفون بالساعة الذين لا يستطيعون العودة إلى العمل مؤهلين للحصول على راتب يصل إلى 26 أسبوعًا. خلال هذا الوباء يتلقى الأشخاص الذين يعملون مؤقتًا 150 دولارًا أمريكيًا، ولكن بالنسبة لأولئك الذين يعملون بدوام كامل يحصلون على مكافأة قدرها 300 دولار أمريكي، مما يمنح جميع الموظفين أكثر من 390 مليون دولار بدءًا من 5 يونيو. في السابق خلال الوباء في 2 أبريل كان إجمالي المكافآت النقدية أكثر من 365 دولارًا، وفي يوليو 2020 أعلنت شركة وول مارت أنه سيُطلب من جميع العملاء ارتداء أقنعة في جميع المتاجر على مستوى البلاد، بما في ذلك أندية سام. في الربع الثالث من عام 2020 المنتهي في 31 أكتوبر أعلنت وول مارت عن إيرادات بلغت 134.7 مليار دولار، وهو ما يمثل زيادة سنوية بنسبة 5.2 في المائة.
في ديسمبر 2020 أطلقت وول مارت خدمة جديدة Carrier Pickup والتي تسمح للعملاء بجدولة عودة لمنتج تم شراؤه عبر الإنترنت أو في المتجر أو من بائع تابع لجهة خارجية، ويمكن بدء هذه الخدمات على تطبيق وول مارت أو على موقع الويب.

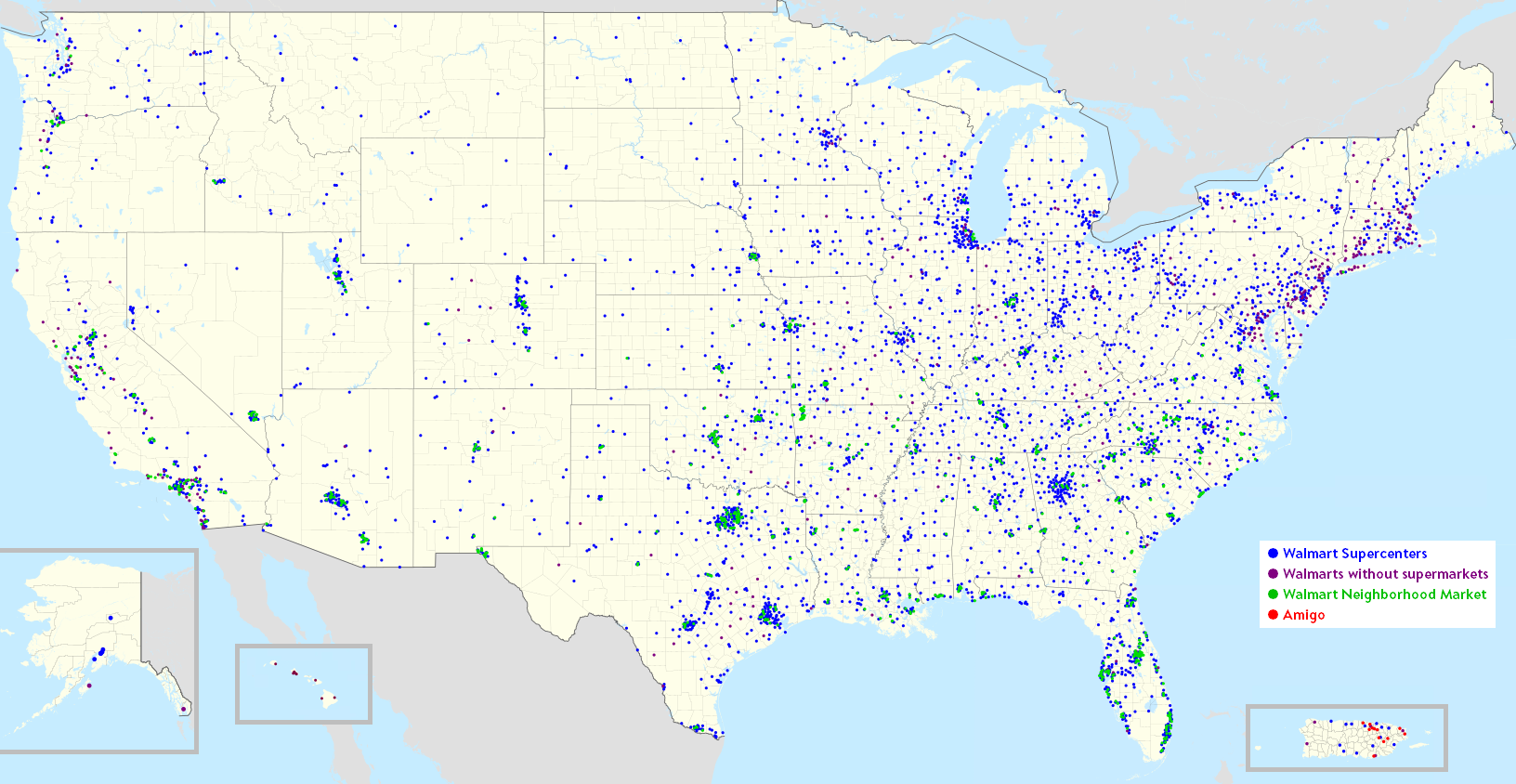
خريطة مواقع وول مارت في الولايات المتحدة، اعتبارا من ديسمبر 2020

## أقسام التشغيل

مواقع وول مارت الدولية (المواقع السابقة باللون الأحمر)

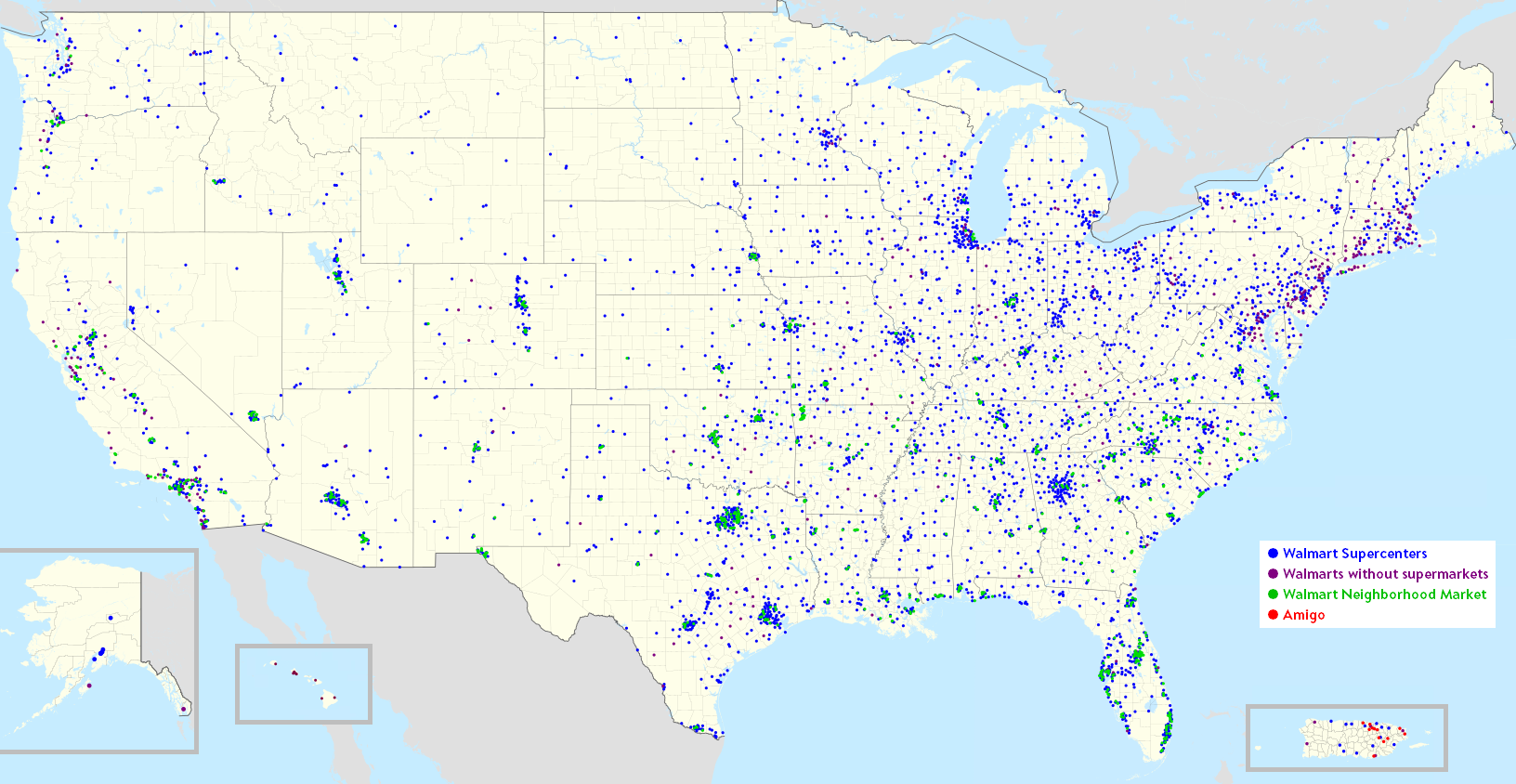
خريطة مواقع وول مارت في الولايات المتحدة،

يتم تنظيم عمليات وول مارت في أربعة أقسام:
- Walmart US وول مارت الولايات المتحدة
- Walmart International وول مارت الدولية
- Sam's Club نادي سام
- Global eCommerce التجارة الإلكترونية العالمية

حيث تقدم الشركة تنسيقات مختلفة للبيع بالتجزئة في جميع أنحاء هذه الأقسام، بما في ذلك السوبر ماركت ومحلات السوبر ماركت ومحلات السوبر ماركت ونوادي المستودعات ومحلات النقد والحمل وتحسين المنزل والإلكترونيات المتخصصة والمطاعم ومحلات الملابس والصيدليات والمتاجر والتجزئة الرقمية.

### وول مارت الولايات المتحدة
وول مارت الولايات المتحدة هي أكبر أقسام الشركة حيث تبلغ قيمتها 331.666 مليار دولار أمريكي، أو 65 بالمائة من إجمالي المبيعات للسنة المالية 2019. ويتكون من ثلاثة تنسيقات للبيع بالتجزئة أصبحت شائعة في الولايات المتحدة وهي سوبرسنترز Supercenters، ومحلات الخصم، وأسواق الجوار، والتنسيقات الصغيرة الأخرى، حيث تبيع متاجر الخصم مجموعة متنوعة من المنتجات غير البقالة في الغالب، على الرغم من تحول التركيز الآن نحو سوبرسنترز والتي تشمل المزيد من محلات البقالة، واعتبارًا من عام 2019 هناك ما مجموعه 4748 متجرًا من متاجر وول مارت الأمريكية. يقيم 90 بالمائة من السكان في الولايات المتحدة على بعد 10 أميال من متجر وول مارت. ويبلغ إجمالي عدد مراكز وول مارت هو 5,347.
الرئيس والمدير التنفيذي لشركة وول مارت الولايات المتحدة Walmart US هو جون فورنر.

#### وول مارت سوبرسينتير

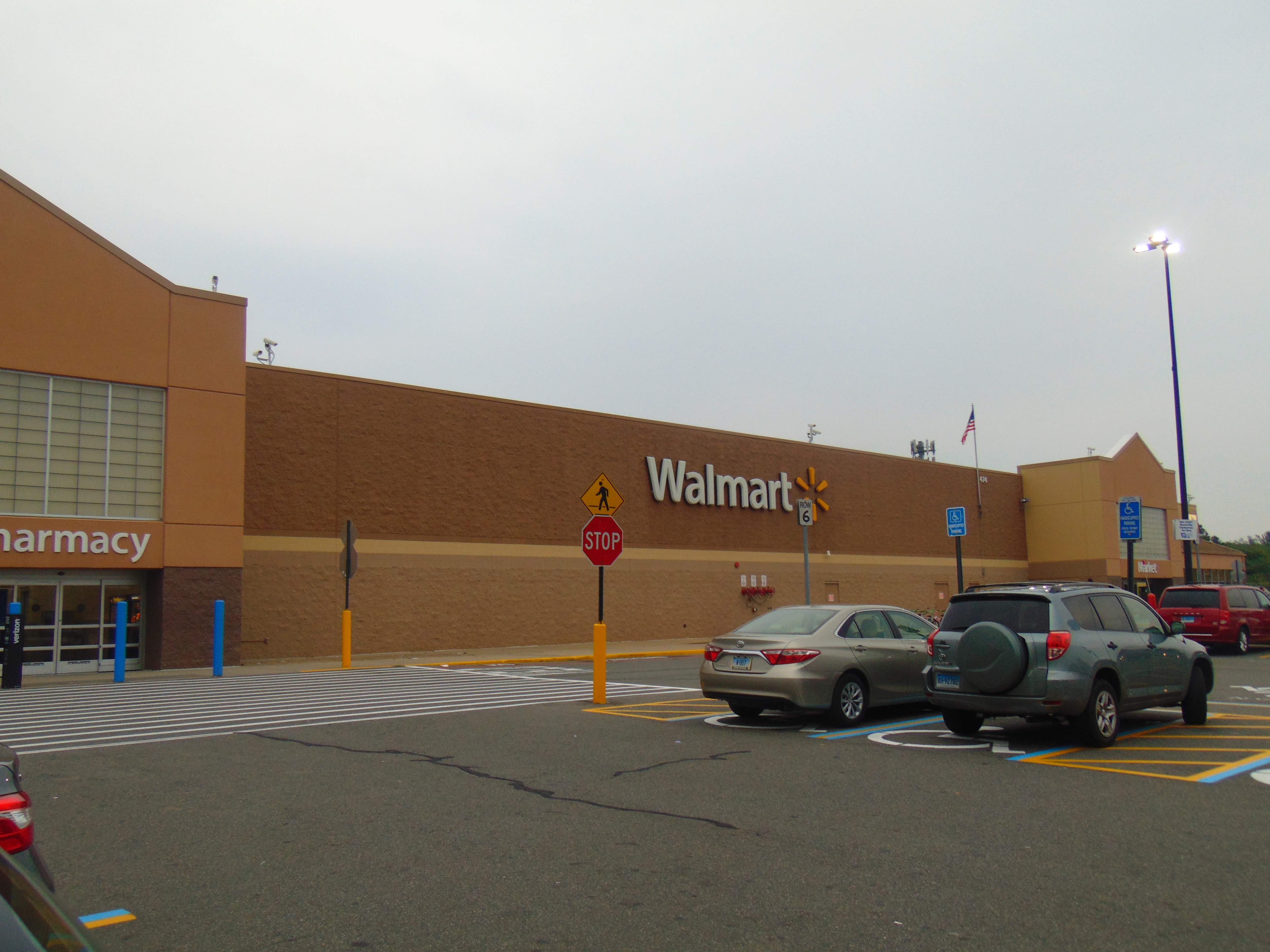
مركز وول مارت في ويندهام، كونيتيكت

تعد Walmart Supercenters التي تحمل علامة "Walmart" متاجر هايبر ماركت بمساحات تتراوح من 69,000 إلى 260,000 قدم مربع (6,400 إلى 24,200 م2) ولكن يبلغ متوسطها حوالي 178,000 قدم مربع (16,500 م2). وتعد هذه المراكز متكاملة الخدمات بما في ذلك اللحوم والدواجن والسلع المخبوزة، والرهيفة، والأطعمة المجمدة ومنتجات الألبان، والمنتجات الزراعية، والمأكولات البحرية الطازجة. ويحتوي العديد من Walmart Supercenters أيضًا على مركز حديقة ومتجر للحيوانات الأليفة وصيدلية وإطارات وزيوت محركات ومراكز بصرية، واستوديو للصور، والعديد من المتاجر مثل متاجر الهواتف الخلوية، وصالونات الشعر، والأظافر، وتأجير الفيديو، وفروع البنوك المحلية (مثل فروع Woodforest National Bank في مواقع جديدة)، ومنافذ الوجبات السريعة.
أظهر العديد من متاجر Walmart Supercenters مطاعم ماكدونالدز ولكن في عام 2007 أعلنت شركة وول مارت أنها ستتوقف عن فتح مطاعم ماكدونالدز في معظم متاجرها الجديدة بسبب المخاوف الغذائية على الأرجح، وكانت معظم المواقع التي تم افتتاحها بعد الإعلان كانت صب واي، وتم استبدال بعض مطاعم ماكدونالدز داخل المتاجر بـ صب واي. في بعض المواقع الكندية تم افتتاح تيم هورتونز، وفي الآونة الأخيرة أضافت وول مارت برجر كنج إلى مواقعها، في العديد من مراكز التسوق الكبرى، مثل موقع تالاهاسي، فلوريدا، وموقع في غلين بورني بولاية ماريلاند، نظرًا لماضيه كهايبر ماركت يسمى Leedmark، والذي كان يعمل من مايو 1991 إلى يناير 1994 يضم مطعم Auntie Anne ومطعم إيطالي.
تحتوي بعض المواقع أيضًا على محطات وقود تبيع البنزين الذي توزعه شركة Murphy USA (التي انبثقت عن Murphy Oil في 2013)، وشركة Sunoco, Inc. وشركة Tesoro Corporation وشركة USA Gasoline، وحتى الآن محطات الوقود التي تحمل علامة Walmart التجارية.
تم افتتاح أول سوبر سنتر في ولاية ميسوري عام 1988، وتم افتتاح مفهوم مماثل Hypermart USA قبل عام في جارلاند، تكساس، وقد تم إغلاق جميع متاجر Hypermart USA لاحقًا أو تحويلها إلى Supercenters.
اعتبارًا من عام 2020 يوجد 3570 متجر Walmart Supercenters في 49 ولاية من أصل 50 ولاية أمريكية، ومقاطعة كولومبيا، وبورتوريكو. وتعد ولاية هاواي الولاية الوحيدة التي ليس بها موقع سوبر سنتر، ويقع أكبر مركز سوبر في العالم بمساحة 260,000 قدم مربع (24,000 م2) في طابقين، في Crossgates Commons في ألباني، نيويورك.
يبيع المركز النموذجي ما يقرب من 120.000 عنصر مقارنة بـ 35 مليون منتج تم بيعه في متجر وول مارت عبر الإنترنت.
تم إلغاء اسم "Supercenter" وأصبح يشار إلى هذه المتاجر الآن ببساطة باسم "Walmart"، منذ أن قدمت الشركة شعار Walmart الجديد في عام 2008، ومع ذلك لا تزال العلامة التجارية مستخدمة في متاجر Walmart الكندية (مكتوبة باسم "Supercentre" باللغة الإنجليزية الكندية).

#### متجر وول مارت للتخفيضات

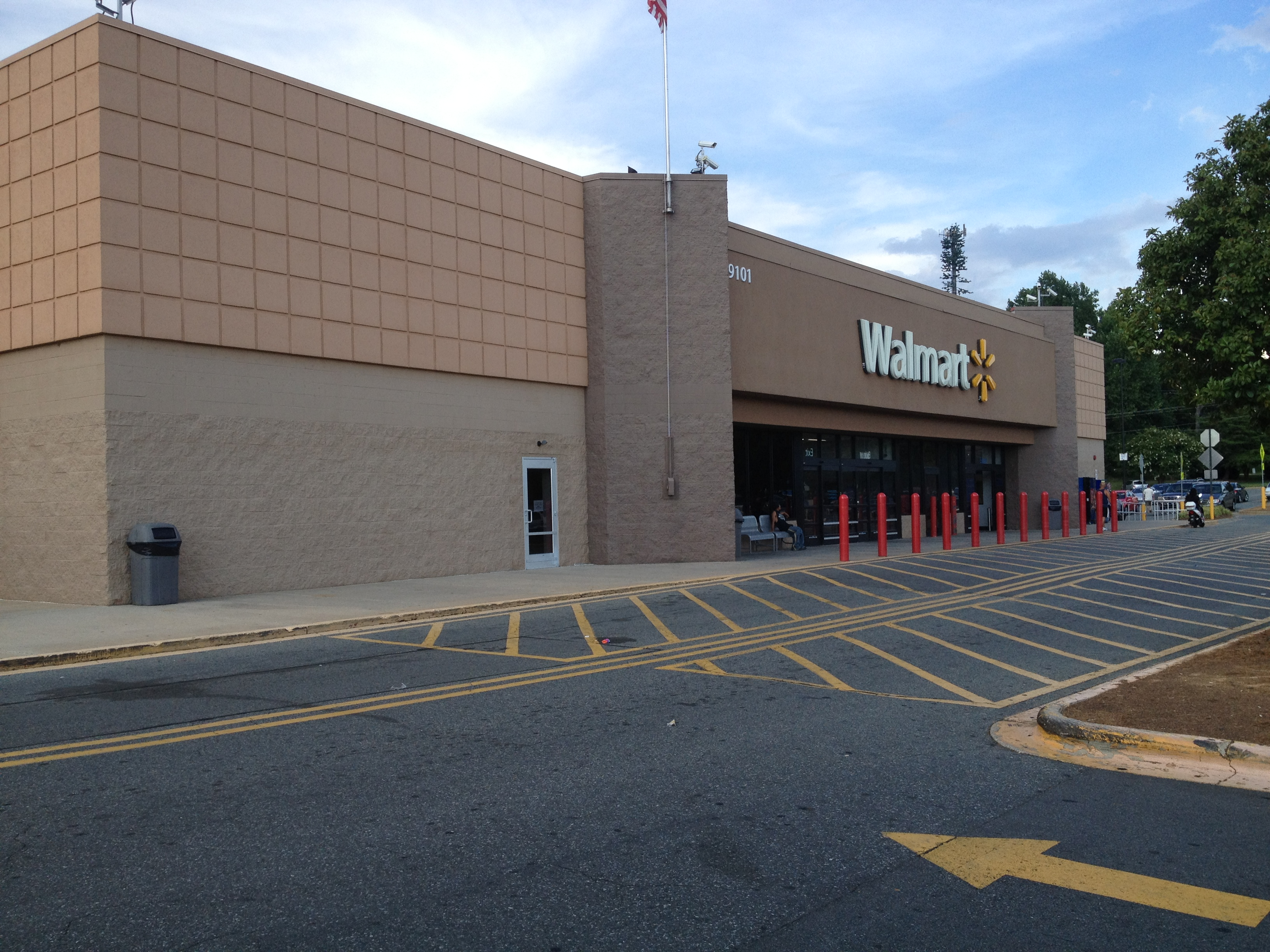
المظهر الخارجي لمتجر وول مارت للتخفيضات في شارلوت بولاية نورث كارولينا

متاجر وول مارت للتخفيضات التي تحمل علامة «وول مارت» ببساطة هي متاجر متعددة الأقسام ذات خصومات تتراوح مساحتها من 30,000 إلى 206,000 قدم مربع (2,800 إلى 19,100 م2)، وتبلغ مساحة المتجر المتوسط 105,000 قدم مربع (9,800 م2). ويوجد بها البضائع العامة ومحلات البقالة المحدودة، وتحتوي بعض متاجر الخصم الجديدة والمعاد تشكيلها على قسم بقالة موسع، على غرار قسم PFresh في Target، وتحتوي العديد من هذه المتاجر أيضًا على مركز حديقة وصيدلية وTyre & Lube Express ومركز بصري ومختبر معالجة الصور لمدة ساعة واحدة واستوديو صور وفرع بنك ومتجر للهواتف المحمولة ومنفذ للوجبات السريعة، ويحتوي بعضها على محطات بنزين. وقد كانت متاجر الخصم هي المفهوم الأصلي لشركة وول مارت على الرغم من تجاوزها منذ ذلك الحين من قبل Supercenters.
في عام 1990 افتتحت وول مارت أول موقع لها في مدينة الخصم في مدينة بنتونفيل، حيث تم تشغيل Bud كمتجر مغلق، وتم فتح العديد من المواقع للوفاء بعقود الإيجار في مراكز التسوق حيث غادرت متاجر وول مارت وانتقلت إلى Supercenters المبنية حديثًا، وقد تم إغلاق جميع متاجر مدينة الخصم في Bud أو تحويلها إلى متاجر وول مارت للتخفيضات بحلول عام 1997.
في ذروته في عام 1996 كان هناك 1,995 متجر وول مارت للتخفيضات،  ولكن اعتبارًا من 31 أكتوبر 2020 انخفض هذا الرقم إلى 374.

#### سوق وول مارت

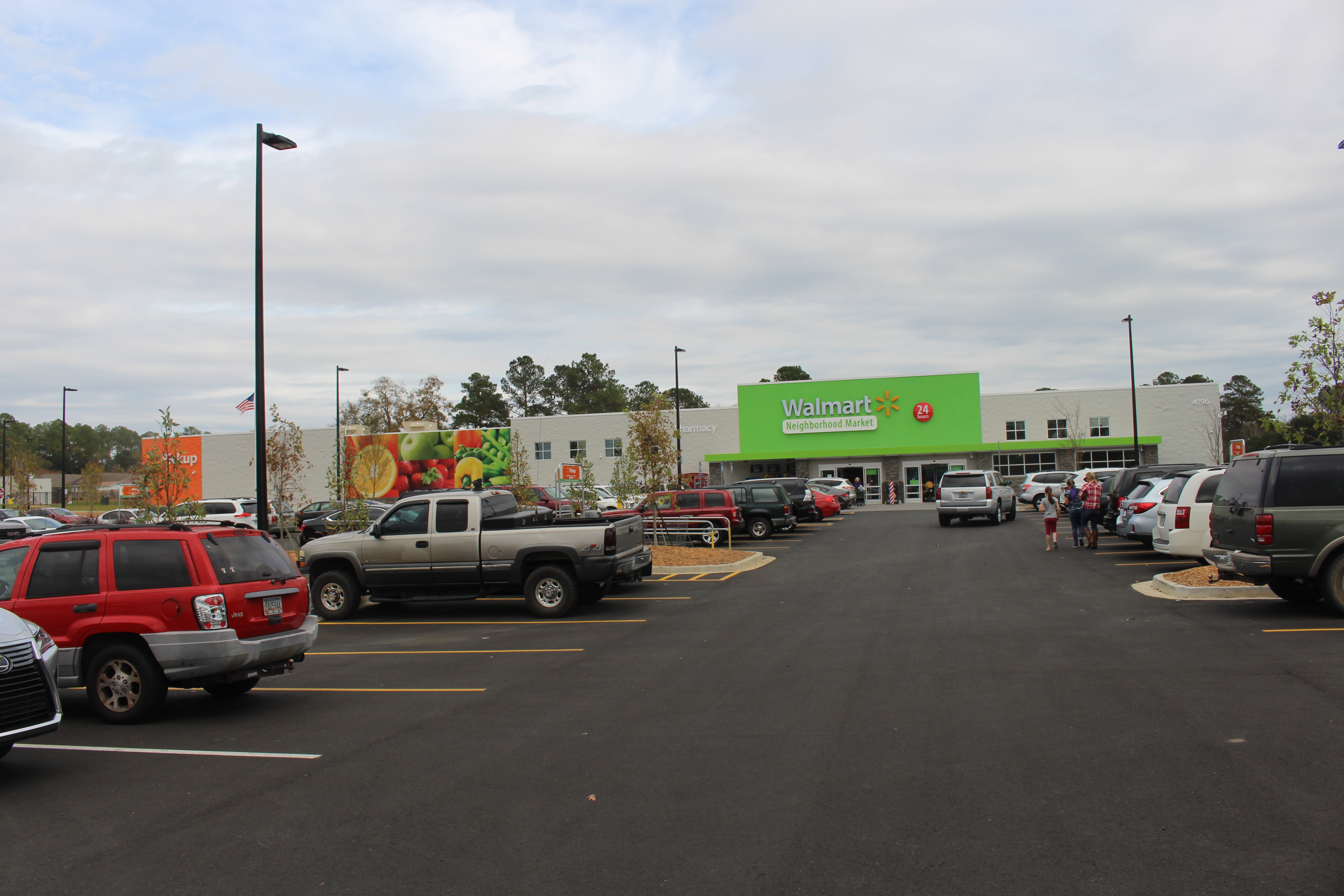
سوق حي وول مارت في فالدوستا، جورجيا

سوق وول مارت، الذي يُعرف أحيانًا باسم «سوق الجوار من قبل وول مارت» أو يُعرف بشكل غير رسمي باسم «جوار وول مارت»، هو سلسلة متاجر وول مارت الأصغر من متاجر البقالة التي تتراوح من 28,000 إلى 65,000 قدم مربع (2,600 إلى 6,000 م2) ويبلغ متوسطها حوالي 42,000 قدم مربع (3,900 م2)، حوالي خُمس حجم مركز وول مارت. تم افتتاح أول سوق حي وول مارت بعد عشر سنوات من افتتاح أول سوبر سنتر، ومع ذلك جددت وول مارت تركيزها على تنسيق متجر البقالة الأصغر في 2010.
تركز المتاجر على ثلاث فئات مبيعات رئيسية في وول مارت: البقالة، والتي تمثل حوالي 55 في المائة من إيرادات الشركة،  الصيدلية، وفي بعض المتاجر، الوقود. بالنسبة لمحلات البقالة والمواد الاستهلاكية، تبيع المتاجر المنتجات الطازجة والأطعمة الجاهزة والمخبوزات والأطعمة الجاهزة واللحوم ومنتجات الألبان والعضوية والبقالة العامة والأطعمة المجمدة، بالإضافة إلى منتجات التنظيف ومستلزمات الحيوانات الأليفة. تقدم بعض المتاجر بيع النبيذ والبيرة والصيدليات المتنقلة. بعض المتاجر، مثل المتجر الموجود في Midtown Center في بينتونفيل، أركنساس، تقدم بيتزا حسب الطلب مع منطقة جلوس لتناول الطعام. يمكن للعملاء أيضًا استخدام عملية وول مارت من موقع إلى متجر والتقاط الطلبات عبر الإنترنت في متاجر وول مارت Neighborhood Market.
تحمل المنتجات في متاجر Walmart Neighborhood Market نفس الأسعار الموجودة في المراكز الفائقة الأكبر في وول مارت. قال محلل في وكالة موديز إن هيكل التسعير الأوسع للشركة يمنح سلسلة متاجر البقالة «ميزة تنافسية» على المنافسين هول فودز، كروجر وتريدر جو. وساهمت وول مارت بحوالي 14.5٪ من إجمالي كمية الطعام المشتراة في الولايات المتحدة الأمريكية خلال عام 2016، وكان هذا الرقم أكثر من ضعف مساهمة أقرب منافسهم كروجر.
توسعت متاجر سوق الجوار ببطء في البداية كطريقة لملء الفجوات بين Walmart Supercenters وDiscount Stores في الأسواق الحالية. وفي أول 12 عامًا افتتحت الشركة حوالي 180 سوقًا من أسواق وول مارت، وبحلول عام 2010 قالت وول مارت إنها مستعدة لتسريع خططها التوسعية لمحلات البقالة. واعتبارًا من عام 2020 كان هناك 686 سوقًا في وول مارت،  توظف كل منها ما بين 90 و95 عاملاً بدوام كامل وبدوام جزئي. يوجد حاليًا أيضًا 12 متجرًا سوبرماركت Amigo في بورتوريكو. إجمالي عدد أسواق الجوار وAmigo مجتمعين هو 698، في حين أن العدد الإجمالي للإثنين السابقين والصيغ الصغيرة الأخرى مجتمعة هو 804.

#### المخازن والمفاهيم السابقة

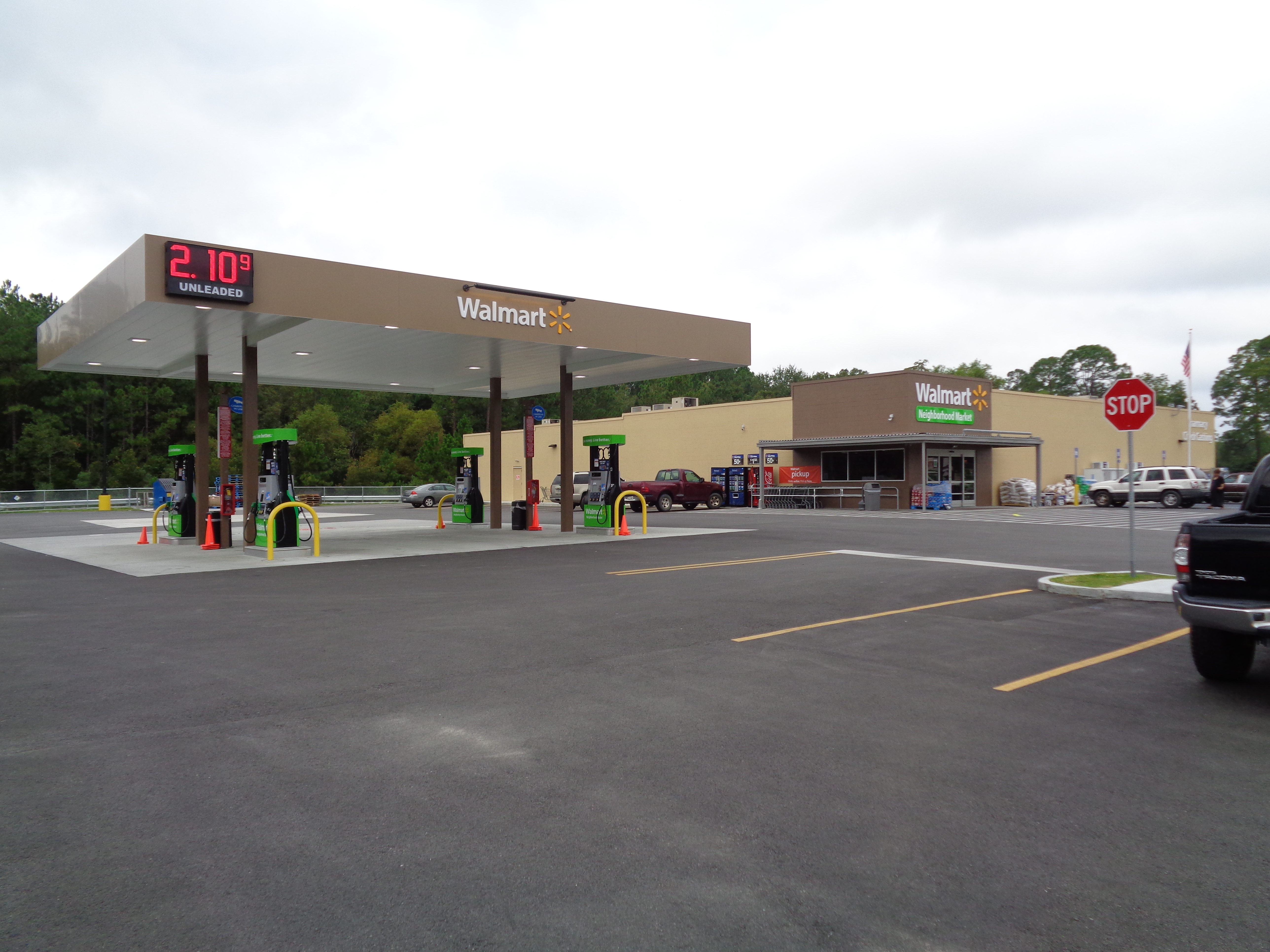
تم تصنيف Walmart Express على أنه سوق وول مارت في ألما، جورجيا في سبتمبر 2015. تم إغلاق هذا الموقع في عام 2016 كجزء من خطة لإغلاق 269 متجرًا على مستوى العالم.

افتتح وول مارت مواقع Supermercado de Walmart لمناشدة المجتمعات الإسبانية في الولايات المتحدة. تم افتتاح المتجر الأول على 39,000 قدم مربع (3,600 م2) في منطقة سبرينج برانش في هيوستن، في 29 أبريل 2009. كان المتجر عبارة عن تحويل لسوق وول مارت الحالي. في عام 2009 تم افتتاح سوبرماركادو دي وول مارت آخر في فينيكس، أريزونا. تم إغلاق كلا الموقعين في عام 2014. في عام 2009 افتتح Walmart "Mas Club"، وهو مستودع للبيع بالتجزئة على غرار Sam's Club. تم إغلاق متجرها الوحيد في عام 2014.
كانت Walmart Express عبارة عن سلسلة من متاجر الخصم الأصغر مع مجموعة من الخدمات من محلات البقالة للتحقق من الصرف وخدمة البنزين. ركز المفهوم على البلدات الصغيرة التي تعتبر غير قادرة على دعم متجر أكبر، والمدن الكبيرة حيث كانت المساحة مرتفعة. خطط وول مارت لبناء 15 إلى 20 متجرًا من متاجر Walmart Express مع التركيز على أركنساس ونورث كارولينا وشيكاغو وبحلول نهاية سنتها المالية في يناير 2012، واعتبارًا من 2014 أعادت وول مارت تسمية جميع متاجرها بتنسيق Express إلى أسواق الجوار في محاولة لتبسيط عرض البيع بالتجزئة. وواصلت فتح متاجر Express جديدة تحت اسم سوق الجوار واعتبارًا من عام 2020 كان هناك 106 متجرًا صغيرًا في الولايات المتحدة، وهي تشمل 95 متجر C، و8 متاجر صغيرة و3 متاجر أخرى. في 15 يناير 2016 أعلنت شركة وول مارت أنها ستغلق 269 متجرًا على مستوى العالم بما في ذلك جميع متاجر Walmart Express الأمريكية البالغ عددها 102 بما في ذلك تلك التي تحمل علامة أسواق الجوار.

#### المبادرات
في سبتمبر 2006 أعلن وول مارت عن برنامج تجريبي لبيع الأدوية الجنيسة بسعر 4 دولارات لكل وصفة طبية، وتم إطلاق البرنامج في المتاجر في منطقة تامبا، فلوريدا، وبحلول يناير 2007 تم توسيعه ليشمل جميع المتاجر في فلوريدا، في حين أن متوسط سعر الأدوية الجنيسة هو 29 دولارًا لكل وصفة طبية، مقارنة بـ 102 دولارًا للأدوية ذات العلامات التجارية، يؤكد وول مارت أنه لا يبيع بخسارة أو يقدمها كعمل خيري وبدلاً من ذلك يستخدمون نفس الآليات الجماعية التوزيع الذي يستخدمه لخفض أسعار المنتجات الأخرى،  حيث يتم استيراد العديد من الأدوية الجنيسة منخفضة التكلفة من وول مارت من الهند حيث يتم تصنيعها بواسطة صانعي الأدوية مثل رانباكسي وسيبلا.
في 6 فبراير 2007 أطلقت الشركة نسخة «تجريبية» من خدمة تنزيل الأفلام والتي باعت حوالي 3000 فيلم وحلقات تلفزيونية من جميع الاستوديوهات وشبكات التلفزيون الكبرى. وتم إيقاف الخدمة في 21 ديسمبر 2007 بسبب انخفاض المبيعات.
في عام 2008 بدأ وول مارت برنامجًا تجريبيًا في مفهوم متجر البقالة الصغير المسمى Marketside في منطقة فينيكس الحضرية، أريزونا، وتم إغلاق المتاجر الأربعة في عام 2011.
في عام 2015 بدأ وول مارت باختبار خدمة توصيل البقالة المجانية، مما يسمح للعملاء بتحديد المنتجات عبر الإنترنت واختيار وقت الاستلام. في المتجر، يقوم موظف في وول مارت بتحميل البقالة في سيارة العميل، واعتبارًا من 2017 الخدمة متاحة في 39 ولاية أمريكية.
في مايو 2016 أعلنت وول مارت عن تغيير في ShippingPass، خدمة الشحن لمدة ثلاثة أيام، وأنها ستنتقل من التسليم لمدة ثلاثة أيام إلى التسليم لمدة يومين لتظل قادرة على المنافسة مع Amazon. قام وول مارت بتسعيره بـ 49 دولارًا سنويًا، مقارنة بسعر Amazon Prime البالغ 99 دولارًا في السنة.
في يونيو 2016 أعلن كل من وول مارت وSam's Club أنهما سيبدآن في اختبار توصيل البقالة في الميل الأخير الذي يستخدم خدمات مثل أوبر ولايفت وDeliv لجلب طلبات العملاء إلى منازلهم. سيتمكن عملاء وول مارت من التسوق باستخدام خدمة البقالة عبر الإنترنت الخاصة بالشركة على grocery.walmart.com، ثم طلب التسليم عند الخروج مقابل رسوم رمزية. تم التخطيط لبدء الاختبارات الأولى في دنفر وفينيكس. أعلنت شركة وول مارت في 14 آذار (مارس) 2018 أنها ستوسع التسليم عبر الإنترنت إلى 100 منطقة حضرية في الولايات المتحدة، أي ما يعادل 40 بالمائة من الأسر، بحلول نهاية عام 2018.
تم تقديم نبيذ Walmart's Winemakers Selection الخاص في يونيو 2018 في حوالي 1100 متجر، ويقدم النبيذ، من مصادر محلية ودولية، وصفه كاتب عمود الطعام والنبيذ في واشنطن بوست ديف ماكنتاير بأنه جيد بشكل خاص لمستوى السعر الرخيص (11 إلى 16 دولارًا للزجاجة).
في أكتوبر 2019 أعلنت شركة وول مارت أن العملاء في 2000 موقع في 29 ولاية يمكنهم استخدام خدمة توصيل البقالة لشراء المشروبات للبالغين، وستقدم وول مارت أيضًا مشروبات للبالغين من ما يقرب من 200 متجر عبر ولايتي كاليفورنيا وفلوريدا.
في فبراير 2020 أعلنت وول مارت عن برنامج عضوية جديد يسمى "Wal mart +". جاءت الأخبار بعد وقت قصير من قطع وول مارت العلاقات مع خدمة التسوق الشخصية، Jetblack.

#### عدد المتاجر حسب الولاية
المواقع اعتبارًا من 21 أغسطس 2020
| الولاية            | إجمالي المتاجر | سوبرسنتر | متاجر الخصومات | أسواق الجوار | أميجوس | نوادي سام |
| ------------------ | -------------- | -------- | -------------- | ------------ | ------ | --------- |
| ألاباما            | 144            | 101      | 1              | 28           |        | 13        |
| ألاسكا             | 9              | 7        | 2              |              |        |           |
| أريزونا            | 124            | 84       | 2              | 26           |        | 12        |
| أركنساس            | 130            | 76       | 5              | 33           |        | 11        |
| كاليفورنيا         | 310            | 143      | 70             | 67           |        | 29        |
| كولورادو           | 106            | 70       | 4              | 15           |        | 17        |
| كونيتيكت           | 34             | 12       | 21             |              |        | 1         |
| ديلاوير            | 10             | 6        | 3              |              |        | 1         |
| واشنطن العاصمة     | 3              | 3        |                |              |        |           |
| فلوريدا            | 384            | 231      | 9              | 98           |        | 46        |
| جورجيا             | 214            | 154      | 2              | 31           |        | 24        |
| هاواي              | 12             |          | 10             |              |        | 2         |
| أيداهو             | 27             | 23       |                | 3            |        | 1         |
| إلينوي             | 185            | 139      | 15             | 6            |        | 25        |
| إنديانا            | 127            | 97       | 6              | 9            |        | 13        |
| آيوا               | 69             | 58       | 2              |              |        | 9         |
| كانساس             | 83             | 58       | 2              | 14           |        | 9         |
| كنتاكي             | 102            | 78       | 7              | 7            |        | 9         |
| لويزيانا           | 137            | 88       | 2              | 33           |        | 14        |
| مين                | 25             | 19       | 3              |              |        | 3         |
| ماريلند            | 60             | 30       | 18             |              |        | 11        |
| ماساتشوستس         | 48             | 27       | 21             |              |        |           |
| ميشيغان            | 117            | 90       | 3              |              |        | 23        |
| مينيسوتا           | 80             | 65       | 3              |              |        | 12        |
| مسيسيبي            | 85             | 65       | 3              | 10           |        | 7         |
| ميزوري             | 156            | 112      | 9              | 16           |        | 19        |
| مونتانا            | 16             | 14       |                |              |        | 2         |
| نبراسكا            | 47             | 35       | 7              |              |        | 5         |
| نيفادا             | 50             | 30       | 2              | 11           |        | 7         |
| نيوهامبشير         | 28             | 19       | 7              |              |        | 2         |
| نيوجيرسي           | 70             | 34       | 28             |              |        | 8         |
| نيومكسيكو          | 53             | 35       | 2              | 9            |        | 7         |
| نيويورك            | 110            | 81       | 16             | 1            |        | 12        |
| كارولاينا الشمالية | 214            | 143      | 6              | 43           |        | 22        |
| داكوتا الشمالية    | 17             | 14       |                |              |        | 3         |
| أوهايو             | 172            | 139      | 6              |              |        | 27        |
| أوكلاهوما          | 135            | 81       | 8              | 33           |        | 13        |
| أوريغون            | 45             | 29       | 7              | 9            |        |           |
| بنسيلفانيا         | 160            | 116      | 20             |              |        | 24        |
| بورتوريكو          | 37             | 13       | 5              |              | 12     | 7         |
| رود آيلاند         | 9              | 5        | 4              |              |        |           |
| كارولاينا الجنوبية | 123            | 84       |                | 26           |        | 13        |
| داكوتا الجنوبية    | 17             | 15       |                |              |        | 2         |
| تينيسي             | 151            | 117      | 1              | 19           |        | 14        |
| تكساس              | 593            | 392      | 18             | 97           |        | 82        |
| يوتا               | 59             | 41       |                | 10           |        | 8         |
| فيرمونت            | 6              | 3        | 3              |              |        |           |
| فرجينيا            | 149            | 110      | 4              | 20           |        | 15        |
| واشنطن             | 66             | 52       | 10             | 4            |        |           |
| فيرجينيا الغربية   | 44             | 38       |                |              |        | 5         |
| ويسكونسن           | 99             | 83       | 4              | 2            |        | 10        |
| وايومنغ            | 14             | 12       |                |              |        | 2         |

### وول مارت الدولية
اعتبارا من 31 أكتوبر 2020 تضم عمليات وول مارت الدولية 6163 متجرًا،  و800.000 عامل في 26 دولة خارج الولايات المتحدة. ولديها عمليات مملوكة بالكامل في الأرجنتين والبرازيل وكندا والمملكة المتحدة، وتوظف 2.2 مليون موظف في جميع أنحاء العالم، وتعد الشركة أكبر صاحب لعمل خاص في الولايات المتحدة والمكسيك وواحدة من أكبر الشركات في كندا. في السنة المالية 2019 بلغت مبيعات القسم الدولي لشركة وول مارت 120.824 مليار دولار أمريكي، أو 23.7 بالمائة من إجمالي المبيعات. تتراوح وحدات البيع بالتجزئة الدولية من 1,400 إلى 186,000 قدم مربع (130 إلى 17,280 م2)، بينما تتراوح وحدات البيع بالجملة من 25,000 إلى 156,000 قدم مربع (2,300 إلى 14,500 م2). جوديث ماكينا هي الرئيسة والمديرة التنفيذية.

#### الأرجنتين

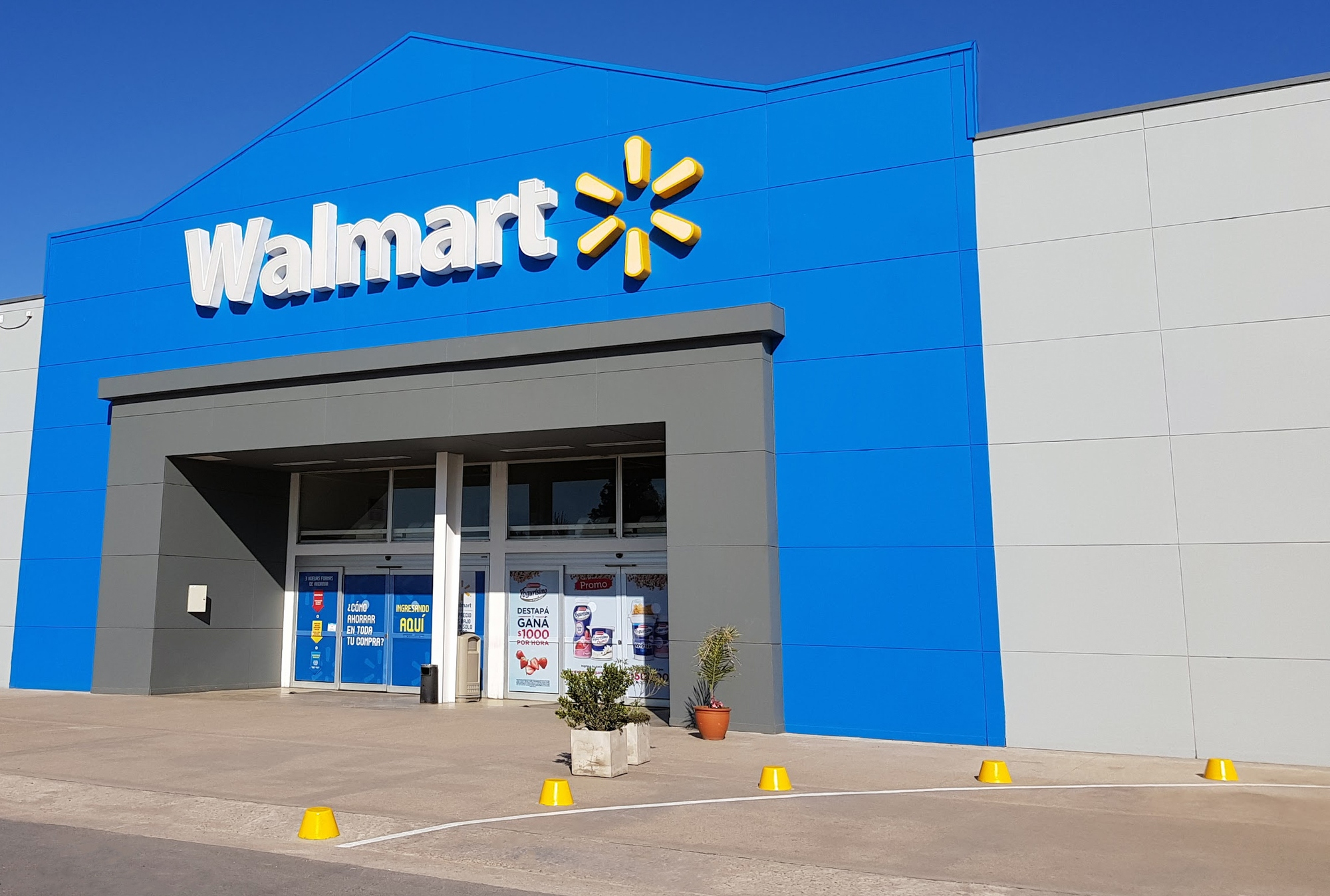
وول مارت سوبر سنتر في الأرجنتين في فبراير 2019

تأسست شركة وول مارت الأرجنتين في عام 1995 اعتبارًا من 31 أكتوبر 2020 يدير 92 متجرًا تحت لافتات وول مارت سوبر سنتر (29 موقعًا)، تشانغوماس (53 موقعًا)، ماي تشانغوماس (8 مواقع)، ونقطة الجملة (موقعان). في 6 نوفمبر 2020 أُعلن أن وول مارت باعت عملياتها في الأرجنتين إلى (بالإسبانية: Grupo de Narváez) مجموعة نارفايز.

#### أمريكا الوسطى
تمتلك وول مارت أيضًا 51 في المائة من شركة أمريكا الوسطى للبيع بالتجزئة القابضة (CARHCO)، اعتبارًا من 31 يوليو 2020 يتكون من 853 متجرًا، بما في ذلك 263 متجرًا في غواتيمالا (تحت لافتة بيز في 27 موقع ووول مارت سوبر سنتر في 10 مواقع و(بالإسبانية: Despensa Familiar) مخزن الأسرة في 181 موقع وتحت لافتة ديسبينسا ماكسي في 45 موقع)،  101 متجرًا في السلفادور (تحت لافتات مخزن الأسرة في 63 موقع ومخزن دون جوان في 17 موقع ووول مارت سوبر سنتر في 6 مواقع وتحت لافتة ماكسي بانتري في 15 موقع)، 110 متجرًا في هندوراس (بما في ذلك بيز في 8 مواقع ووول مارت سوبر سنتر في 3 مواقع ومخزن الأسرة في 71 موقع وتحت لافتة ماكسي بانتري في 28 موقع)، 102 متجرًا في نيكاراغوا (بما في ذلك لافتات بالي في 71 موقع ولا أونيون في 9 مواقع وماكسي بالي في 20 موقع وتحت لافتة وول مارت سوبر سنتر في موقعان)، و277 متجرًا في كوستاريكا (بما في ذلك ماكسي بالي في 48 موقع وماس X مينوس في 39 موقع ووول مارت سوبر سنتر في 14 موقع وتحت لافتة بالي في 176 موقع).

#### تشيلي
في يناير 2009 استحوذت الشركة على حصة مسيطرة في أكبر بقالة في تشيلي Distribución y Servicio D&S SA. وفي عام 2010 تم تغيير اسم الشركة إلى وول مارت. واعتبارًا من 31 أكتوبر 2020 تدير وول مارت تشيلي 364 متجرًا، تحت لافتات Lider Hiper في 89 موقعًا، وLider Express في 153 موقعًا، وSuperbodega Acuenta في 112 موقعًا، وEkono في أربعة مواقع، وCentral Mayorista في ستة مواقع.

#### المكسيك
اعتبارًا من 31 أكتوبر 2020 يتكون قسم وول مارت في المكسيك من 2599 متجرًا، وهو الأكبر خارج الولايات المتحدة،  حيث تدير وول مارت في المكسيك وول مارت سوبر سنتر في 282 موقعًا، وSam's Club في 164 موقعًا، وBodega Aurrera في 548 موقعًا، وMi Bodega Aurrera في 399 موقعًا، وBodega Aurrera Express في 1113 موقعًا وSuperama في 93 موقعًا.

#### كندا

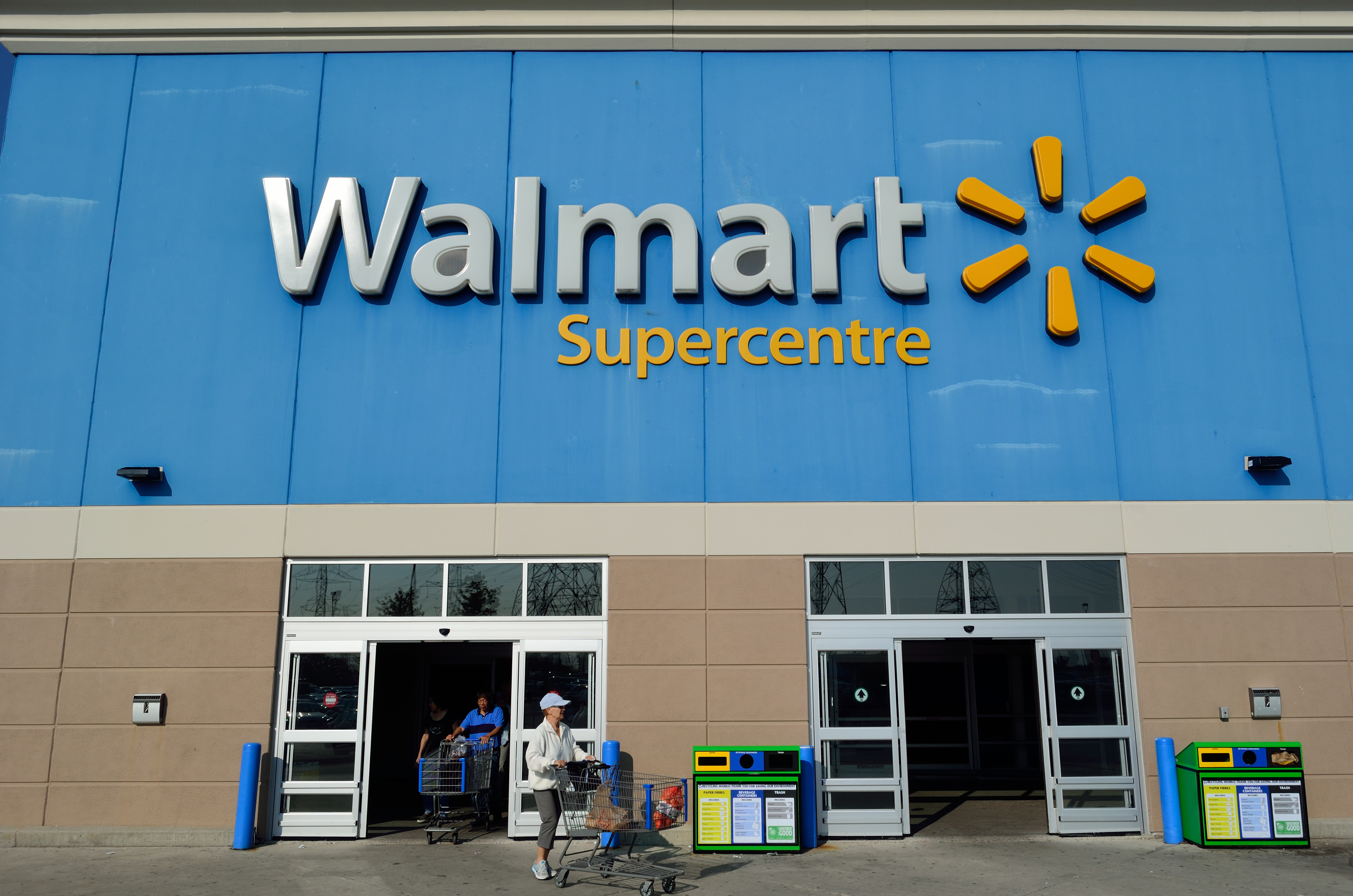
وول مارت سوبر سنتر في ريتشموند هيل، أونتاريو في كندا في سبتمبر 2017

عملت وول مارت في كندا منذ أن استحوذت على 122 متجراً تضم قسم Woolco في Woolworth Canada, Inc في 14 يناير 1994. واعتبارًا من 31 أكتوبر 2020 تدير 408 موقعًا (بما في ذلك 343 مركزًا فائقًا و65 متجرًا للتخفيضات)  واعتبارا من يونيو 2015 توظف 89358 شخصًا، مع مكتب منزلي محلي في ميسيسوجا في أونتاريو. وقد افتتحت أول ثلاث مراكز سوبر سنتر في وول مارت كندا في نوفمبر 2006 في أنكستر، لندن، وستوففيل، أونتاريو،  وتم افتتاح المركز الكندي رقم 100 في يوليو 2010 في فيكتوريا، كولومبيا البريطانية.
في عام 2010 بعد عام تقريبًا من إدراجه للجدول 2 (المملوك للأجانب، وتلقي الودائع) من قانون البنك الكندي،  تم تقديم Walmart Canada Bank مع إطلاق وول مارت (كندا) مكافآت ماستر كارد،  بعد أقل من عشر سنوات. ومع ذلك في 17 مايو 2018 أعلنت شركة وول مارت كندا أنها توصلت إلى اتفاق نهائي لبيع بنك وول مارت كندا إلى مؤسس شركة First National ستيفن سميث وشركة الأسهم الخاصة Centerbridge Partners, LP بشروط مالية غير معلنة على الرغم من أنها أضافت أنها ستظل مُصدرًا لبطاقة وول مارت (كندا) مكافآت ماستر كارد.
في 1 أبريل 2019 أعلن Centerbridge Partners وLP وStephen Smith بشكل مشترك عن إغلاق عملية الاستحواذ المُعلن عنها سابقًا لبنك Wal-Mart Canada وأنه كان من المقرر إعادة تسميته Duo Bank of Canada ليصبح ببساطة Duo Bank. وعلى الرغم من عدم الكشف عن نسب الملكية الدقيقة في إعلان أي من الشركتين، فقد تم الكشف أيضًا منذ ذلك الحين أن Duo Bank قد أعيد تصنيفها كجدول 1 (محلي، أخذ الودائع)  قانون البنك المعتمد فيدراليًا في كندا من الجدول 2 (المملوك للأجانب أو الخاضع للرقابة وتلقي الودائع) الذي كان عليه مما يشير إلى أن ستيفن سميث، بصفته رجل أعمال كنديًا مشهورًا، في وضع مسيطر.

#### المملكة المتحدة

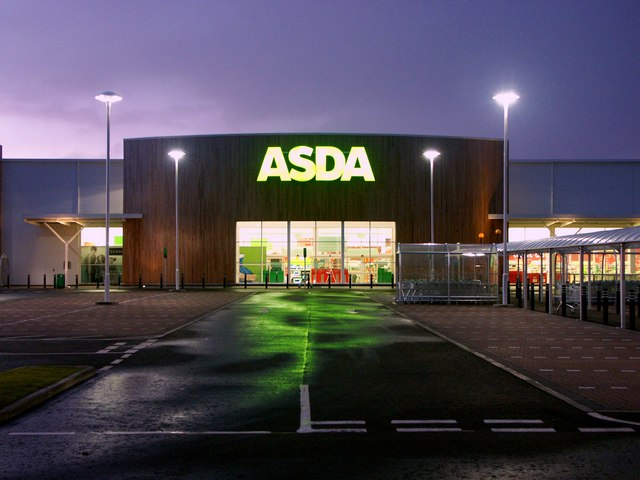
سوبر ماركت ASDA في ضواحي إدنبرة، المملكة المتحدة

يقع مقر شركة Asda التابعة لشركة وول مارت في المملكة المتحدة (التي احتفظت باسمها بعد أن استحوذت عليها شركة وول مارت) في ليدز وتمثل 42.7 بالمائة من مبيعات عام 2006 لقسم وول مارت الدولي. وعلى عكس العمليات الأمريكية كانت Asda في الأصل ولا تزال في الأساس سلسلة بقالات ولكن مع تركيز أقوى على المواد غير الغذائية من معظم سلاسل المتاجر الكبرى في المملكة المتحدة بخلاف تيسكو. واعتبارًا من 31 أكتوبر 2020 كان لدى الشركة 631 متجرًا،  بما في ذلك 147 من استحواذ 2010 على Netto UK. بالإضافة إلى سوبر ماركت Asda في الضواحي الصغيرة في 207 موقع، وتحمل المتاجر الكبيرة البالغ عددها 32 متجراً علامة Supercentres، فيما تشمل اللافتات الأخرى Asda Superstores في 341 موقع وAsda Living في 33 موقع وAsda Petrol Fueling Station في 18 موقع.
في يوليو 2015 قامت Asda بتحديث شعارها الذي يظهر علامة Walmart Asterisks خلف أول حرف "A" في الشعار، وفي مايو 2018 أعلن Walmart عن خطط لبيع Asda لمنافسة سينسبري مقابل 10.1 مليار دولار، وبموجب شروط الصفقة كان من الممكن أن تحصل وول مارت على حصة 42٪ في الشركة المندمجة وحوالي 3 مليارات جنيه إسترليني نقدًا. ومع ذلك في أبريل 2019 منعت هيئة المنافسة والأسواق في المملكة المتحدة البيع المقترح لشركة Asda إلى Sainsburys.
في 2 أكتوبر 2020 تم الإعلان عن قيام وول مارت ببيع غالبية أسدا إلى كونسورتيوم من Zuber وMohsin Issa (مالكي مجموعة EG) وشركة الأسهم الخاصة TDR Capital مقابل 6.8 مليار جنيه إسترليني.

#### أفريقيا
في 28 سبتمبر 2010 أعلنت وول مارت أنها ستشتري Massmart Holdings Ltd. جوهانسبرج، جنوب إفريقيا في صفقة تزيد قيمتها عن 4 مليارات دولار أمريكي مما منح الشركة بصمتها الأولى في أفريقيا. واعتبارًا من 31 أكتوبر 2020 تملك الشركة 422 متجرًا بما فيها 372 متجرًا في جنوب إفريقيا (تحت لافتة Game Foodco في 79 موقع، CBW في 43 موقع، لعبة في 43 موقع، Builders Express في 49 موقع، Builders Warehouse في 33 موقع، كامبريدج في 45 موقع، Rhino في 18 موقع، ماكرو في 22 موقع، Builders Trade Depot في 9 مواقع، Jumbo في 13 موقع، وBuilders Superstore في 18 موقع)،  11 متجرًا في بوتسوانا (تحت لافتات CBW في 7 مواقع، وGame Foodco في موقعان، وBuilders Warehouse في موقعان)، 4 متاجر في غانا (تحت شعار Game Foodco)، 4 متاجر في كينيا (تحت الشعارات Game Foodco في 3 مواقع وBuilders Warehouse في موقع واحد)، 3 متاجر في ليسوتو (تحت لافتات CBW في موقعان وGame Foodco في موقع واحد)، متجرين في ملاوي (تحت شعار اللعبة)، 6 متاجر في موزمبيق (تحت لافتات Builders Warehouse في موقعان، Game Foodco في موقعان، CBW في موقع واحد، وBuilders Express في موقع واحد)، 5 متاجر في ناميبيا (تحت لافتات Game Foodco في 4 مواقع، وGame في موقع واحد)، 5 متاجر في نيجيريا (تحت اللافتات Game في 3 مواقع وGame Foodco في موقع واحد)، متجر واحد في سوازيلاند (تحت شعار CBW)، متجر واحد في تنزانيا (تحت شعار اللعبة)، متجر واحد في أوغندا (تحت شعار اللعبة)، و7 متاجر في زامبيا (تحت لافتات CBW في موقع واحد، لعبة في 3 مواقع، Builders Warehouse في موقعان، وBuilders Express في موقع واحد).

#### الصين

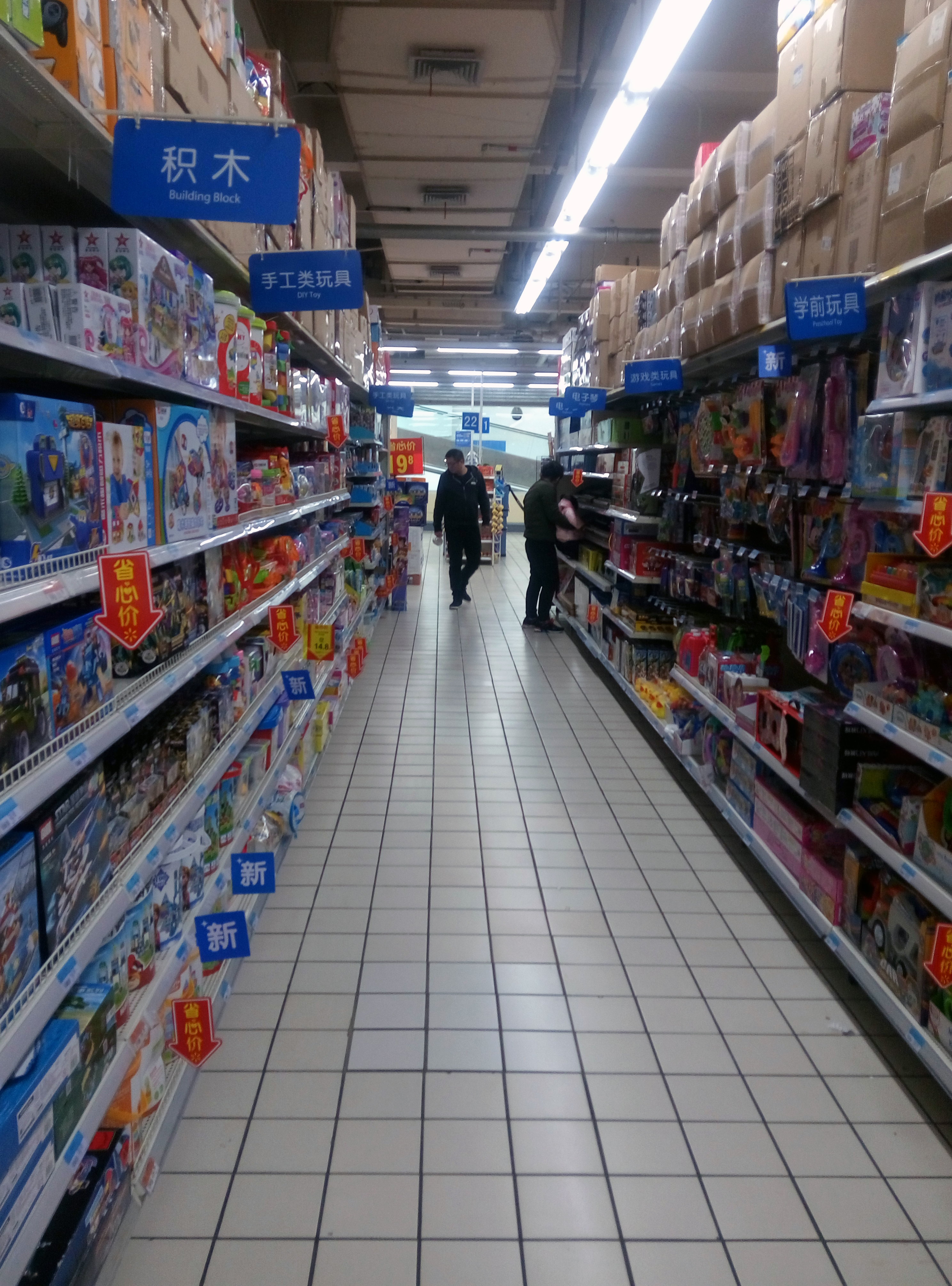
وول مارت في هانغتشو، الصين في فبراير 2017

لدى وول مارت مشاريع مشتركة في الصين والعديد من الشركات التابعة المملوكة للأغلبية. اعتبارًا من 31 أكتوبر 2020 تدير وول مارت الصين (沃尔玛Wò'ērmǎ)  435 متجرًا تحت لافتات وول مارت سوبر سنتر في 398 موقع، ونادي Sam في 28 موقع، وسوق الجوار في 9 مواقع.
في فبراير 2012 أعلنت شركة وول مارت رفع حصتها إلى 51 بالمائة في سوبر ماركت Yihaodian الصيني عبر الإنترنت للاستفادة من زيادة ثروة المستهلكين ومساعدة الشركة على تقديم المزيد من المنتجات، وتولى وول مارت الملكية الكاملة في يوليو 2015.

#### اليابان
في اليابان يمتلك وول مارت 100 بالمائة من (西 友Seiyū) اعتبارًا من 2008،  واعتبارًا من 31 أكتوبر 2020 يوجد 331 متجرًا في Seiyu منها 87 هايبر ماركت، و174 سوبر ماركت، ومركز بضائع عامة واحد، وفي Livin ستة مواقع وفي Sunny في 63 موقع. في 16 نوفمبر 2020 أعلنت شركة وول مارت أنها ستبيع 65٪ من أسهمها في الشركة إلى شركة الأسهم الخاصة KKR في صفقة تتضمن 329 متجرًا و34600 موظفًا بقيمة 1.6 مليار دولار، ومن المفترض أن تحتفظ وول مارت بنسبة 15٪ ومقعد في مجلس الإدارة بينما ستحصل شركة راكوتن اليابانية على 20٪.

#### الهند
في نوفمبر 2006 أعلنت الشركة عن مشروع مشترك مع Bharti Enterprises للعمل في الهند، ونظرًا لعدم السماح للشركات الأجنبية بدخول قطاع البيع بالتجزئة مباشرة عملت وول مارت من خلال الامتيازات وتعاملت مع نهاية الأعمال التجارية بالجملة،  وتضمنت الشراكة مشروعين مشتركين حيث تدير Bharti الواجهة الأمامية، بما في ذلك فتح منافذ البيع بالتجزئة بينما يعتني Walmart بالنهاية الخلفية، مثل سلاسل التبريد والخدمات اللوجستية، تدير Walmart متاجر في الهند تحت اسم Best Price Modern Wholesale.
افتتح أول متجر في أمريتسار في 30 مايو 2009، وفي 14 سبتمبر 2012 وافقت حكومة الهند على 51 بالمائة من الاستثمار الأجنبي المباشر في متاجر التجزئة متعددة العلامات التجارية رهنا بموافقة الدول الفردية اعتبارًا من 20 سبتمبر 2012. وقد أخبر سكوت برايس رئيس وول مارت ومديرها التنفيذي في آسياصحيفة وول ستريت جورنال أن الشركة ستكون قادرة على البدء في افتتاح متاجر وول مارت في الهند في غضون عامين،  ولكن التوسع في الهند واجه بعض المشاكل الكبيرة، ففي نوفمبر 2012 اعترف وول مارت بإنفاق 25 مليون دولار أمريكي للضغط على المؤتمر الوطني الهندي؛  وتعتبر ممارسة الضغط تقليديًا رشوة في الهند،  وتجري وول مارت تحقيقًا داخليًا في الانتهاكات المحتملة لقانون الممارسات الأجنبية الفاسدة،  فيما قامت بهارتي وول مارت بتعليق عدد من الموظفين حسبما ترددت شائعات لتشمل المدير المالي والفريق القانوني لضمان «تحقيق كامل وشامل». واعتبارًا من 31 أكتوبر 2020 هناك 28 موقعًا لأفضل الأسعار،  وفي أكتوبر 2013 انفصلت بهارتي وول مارت لمتابعة العمل بشكل مستقل.
في 9 مايو 2018 أعلنت شركة وول مارت عزمها الاستحواذ على حصة أغلبية 77٪ في شركة التجارة الإلكترونية الهندية فليبكارت مقابل 16 مليار دولار في صفقة أنجزت في 18 أغسطس 2018.

#### الانتكاسات

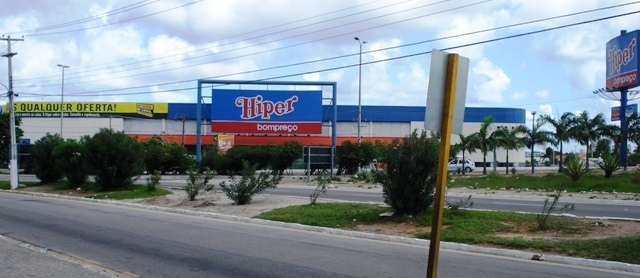
Hiper Bompreço في ناتال البرازيل في مايو 2008

في منتصف التسعينيات، حاول وول مارت باستثمار مالي كبير الحصول على موطئ قدم في سوق التجزئة الألماني، وفي عام 1997 استحوذت وول مارت على سلسلة متاجر Wertkauf مع 21 متجرًا مقابل 750 مليون مارك ألماني،  وفي العام التالي استحوذت وول مارت على 74 متجرًا لـ Interspar مقابل 1.3 مليار مارك ألماني،  حيث كان السوق الألماني في هذه المرحلة عبارة عن احتكار قلة مع منافسة عالية بين الشركات التي استخدمت إستراتيجية أسعار منخفضة مماثلة مثل وول مارت، ونتيجة لذلك لم تسفر إستراتيجية السعر المنخفض لشركة وول مارت عن أي ميزة تنافسية، حيث لم يتم النظر إلى ثقافة شركة وول مارت بشكل إيجابي بين الموظفين والعملاء، ولا سيما «بيان الأخلاق» الخاص بها والذي حاول تقييد العلاقات بين الموظفين وهو انتهاك محتمل لقانون العمل الألماني وأدى إلى مناقشة عامة في وسائل الإعلام مما أدى إلى السمعة بين العملاء. في يوليو 2006 أعلنت شركة وول مارت انسحابها من ألمانيا بسبب الخسائر التي تكبدتها، وتم بيع المتاجر لشركة مترو جروب الألمانية خلال الربع الثالث من السنة المالية لشركة وول مارت. لم تكشف وول مارت عن خسائرها في استثماراتها الألمانية لكن قُدرت بحوالي 3 مليارات €.
في عام 2004 اشترت وول مارت 118 متجرًا في سلسلة سوبر ماركت بومبريسو في شمال شرق البرازيل، وفي أواخر عام 2005 سيطرت على العمليات البرازيلية لمجموعة Sonae Distribution من خلال فرعها الجديد WMS Supermercados do Brasil وبالتالي استحوذت على سلاسل سوبر ماركت ناسيونال في ولاية ريو غراندي دو سول وميركادوراما في ولاية بارانا، ولم يتم إعادة تسمية أي من هذه المتاجر واعتبارًا من عام 2014 قامت وول مارت بتشغيل 61 متجرًا من محلات السوبر ماركت Bompreço و39 متجرًا Hiper Bompreço. كما أدارت 57 مركز سوبر سنترز و27 نادي سام و174 Todo Dia، وبحلول عام 2010 كانت Walmart هي ثالث أكبر سلسلة سوبر ماركت في البرازيل، بعد الاستحواذ على Bompreço وSonae، بعد كارفور وPão de Açúcar الحائزان على المركزان الأول والثاني على التوالي.
يقع مكتب الشركة المشغلى لوول مارت برازيل Walmart Brasil في بارويري بولاية ساو باولو، والمكاتب الإقليمية في كوريتيبا، وبارانا؛ وبورتو أليغري، وريو غراندي دو سول؛ وريسيفي، وبيرنامبوكو؛ وسلفادور، وباهيا. تعمل وول مارت برازيل تحت لافتات Todo Dia وNacional وBompreço ووول مارت سوبر سنتر وMaxxi Atacado وHipermercado Big وHiper Bompreço وSam's Club وMercadorama وWalmart Posto (محطة وقود) وSupermercado Todo Dia وHiper Todo Dia. وقد بدأت الشركة مؤخرًا عملية تحويل جميع متاجر Hiper Bompreço وBig إلى متاجر وول مارت سوبرسينترز وBompreço وNacional وتحويل Mercadorama إلى علامة Walmart Supermercado التجارية.
منذ أغسطس 2018 تمتلك شركة Walmart Inc حصة أقلية في وول مارت برازيل تبلغ 20٪ من أسهم الشركة، والتي أعيدت تسميتها Grupo Big في 12 أغسطس 2019  وتملك شركة الأسهم الخاصة Advent International 80٪ من ملكية شركة.

#### رسوم الفساد
أفاد تحقيق أجرته صحيفة نيويورك تايمز في أبريل 2012 عن مزاعم مدير تنفيذي سابق لشركة Walmart de Mexico، أنه في سبتمبر 2005 دفعت الشركة رشاوى عن طريق وسطاء محليين للمسؤولين في جميع أنحاء المكسيك في مقابل تصاريح البناء والمعلومات والمزايا الأخرى، مما أعطى وول مارت ميزة كبيرة على المنافسين. وجد محققو وول مارت أدلة موثوقة على انتهاك القوانين المكسيكية والأمريكية، كما أثيرت مخاوف من أن المديرين التنفيذيين لشركة وول مارت في الولايات المتحدة قد «تكتموا» هذه المزاعم. كشف تحقيق متابعة أجرته صحيفة نيويورك تايمز، نُشر في 17 ديسمبر 2012 عن أدلة على أن الإذن التنظيمي لتحديد مواقع وبناء وتشغيل تسعة عشر متجراً قد تم الحصول عليه من خلال الرشوة. كان هناك دليل على أنه تم دفع رشوة 52,000 دولار أمريكي لتغيير خريطة تقسيم المناطق، مما مكّن من افتتاح متجر وول مارت على بعد ميل واحد من موقع تاريخي في سان خوان تيوتيهواكان في عام 2004. وبعد نشر المقال الأولي أصدرت وول مارت بيانًا ينفي فيه المزاعم ويصف سياسة مكافحة الفساد، بينما يشير تقرير رسمي من وول مارت إلى أنه لم يعثر على أي دليل على الفساد يزعم المقال أن التقارير الداخلية السابقة قد كشفت بالفعل عن مثل هذه الأدلة قبل أن تصبح القصة علنية. كما علق آدم هارتونج المساهم في مجلة فوربس على أن فضيحة الرشوة كانت انعكاسًا لـ «مشاكل الإدارة والاستراتيجية الجادة في وول مارت» مشيرًا إلى أن «الشموع أصبحت الآن أمرًا شائعًا ... تنقل وتواجه مشاكل كبيرة».
في عام 2012 كانت هناك حادثة مع شركة CJ's Seafood وهي شركة معالجة جراد البحر في لويزيانا التي دخلت في شراكة مع وول مالات والتي جذبت اهتمام وسائل الإعلام في النهاية لسوء معاملة 40 عامل تأشيرة H-2B من المكسيك. عانى هؤلاء العمال من ظروف معيشية قاسية في مقطورات مكتظة بإحكام خارج منشأة العمل، وتهديدات جسدية، وإساءة لفظية، وأُجبروا على العمل في نوبات طويلة. وكان العديد من العمال يخشون اتخاذ إجراءات بشأن الإساءات لأن المدير هدد حياة أفراد أسرهم في الولايات المتحدة والمكسيك إذا تم الإبلاغ عن الإساءة. واجه ثمانية من العمال الإدارة في CJ's Seafood بشأن سوء المعاملة؛ لكن الإدارة نفت مزاعم الانتهاكات وأضرب العمال. ثم أخذ العمال قصصهم إلى وول مارت بسبب شراكتهم مع CJ's. أثناء قيام وول مارت بالتحقيق في الموقف، جمع العمال 150 ألف توقيع من المؤيدين الذين وافقوا على وجوب وقوف وول مارت إلى جانب العمال واتخاذ الإجراءات اللازمة. في يونيو 2012 نظم عمال التأشيرات احتجاجًا وإضرابًا عن الطعام لمدة يوم خارج المبنى السكني حيث يقيم أحد أعضاء مجلس إدارة وول مارت. بعد هذا الاحتجاج، أعلن وول مارت عن قرارها النهائي بعدم العمل مع CJ's Seafood. بعد أقل من شهر، فرضت وزارة العمل غرامة على شركة سي جيه للمأكولات البحرية «ما يقرب من 460 ألف دولار أمريكي في شكل رواتب متأخرة، وانتهاكات للسلامة، وانتهاكات للأجور والساعات، وأضرار مدنية، وغرامات على انتهاكات برنامج H-2B. تم إغلاق الشركة منذ ذلك الحين».
اعتبارًا من عام 2012 كانت التحقيقات الداخلية جارية في الانتهاكات المحتملة لقانون الممارسات الأجنبية الفاسدة. استثمرت وول مارت 99 million دولار أمريكيبشأن التحقيقات الداخلية، التي توسعت خارج المكسيك لتورط عمليات في الصين والبرازيل والهند. وقد أضافت القضية الوقود إلى الجدل حول ما إذا كان الاستثمار الأجنبي سيؤدي إلى زيادة الرخاء، أو إذا كان مجرد السماح لتجارة التجزئة المحلية والسياسة الاقتصادية أن تسيطر عليها «المصالح المالية والشركات الأجنبية».

### نادي سام
أندية سام (بالإنجليزية: Sam's Club) عبارة عن سلسلة من نوادي المستودعات التي تبيع البقالة والبضائع العامة بكميات كبيرة غالباً، يتراوح حجم المواقع عمومًا من 32,000–168,000 قدم مربع (3,000–15,600 م2) بمتوسط حجم نادي يبلغ حوالي 134,000 قدم مربع (12,400 م2). تم افتتاح أول نادي سام من قبل شركة وول مارت في عام 1983 في ميدويست سيتي أوكلاهوما  تحت اسم «نادي سام بالجملة»، وقد سميت السلسلة على اسم مؤسسها سام والتون، واعتبارًا من 31 أكتوبر 2020 قام Sam's Club بتشغيل 599 نادياً واستحوذ على 11.3٪ من إيرادات وول مارت بقيمة 57.839 مليار دولار في السنة المالية 2019.
كاثرين ماكلاي هي الرئيسة والمديرة التنفيذية لأندية سام.

### التجارة الإلكترونية العالمية
يقع قسم التجارة الإلكترونية العالمية في Walmart في سان برونو بكاليفورنيا، ويوفر البيع بالتجزئة عبر الإنترنت لشركة وول مارت وSam's Club وAsda وجميع العلامات التجارية العالمية الأخرى. وتوجد عدة مواقع في الولايات المتحدة في ولايتي كاليفورنيا وأوريجون: سان برونو وصنيفيل وبريسبان وبورتلاند. وتشمل المواقع خارج الولايات المتحدة شنغهاي (الصين)، ليدز (المملكة المتحدة)، وبنغالور (الهند).
الرئيس والمدير التنفيذي هو مارك لور.

### الموقع الإلكتروني
جذب Walmart.com على الأقل 304 مليون  زائر سنويا بحلول عام 2008 ووفقا لدراسة على compete.com.

## الشركات التابعة
تملك السلسلة أكثر من 10900 متجر حول العالم، منها 4092 في الولايات المتحدة والبقية متفرقة بين 27 دولة من أبرزها كندا، المكسيك، بريطانيا وألمانيا. تسيطر عائلة والتون على الشركة مما أهّل أفرادها لاحتلال المراتب الأولى في لائحة مجلة فوربس لأغنى أغنياء العالم.

### العلامات التجارية الخاصة
حوالي 40 في المائة من المنتجات المباعة في وول مارت هي علامات تجارية خاصة بمتاجر الملصقات، والتي يتم إنتاجها للشركة من خلال عقود مع الشركات المصنعة، وقد بدأ وول مارت في تقديم علامات تجارية خاصة في عام 1991 مع إطلاق Sam's Choice، وهو خط من المشروبات أنتجته Cott Beverages لشركة وول مارت، وسرعان ما أصبح Sam's Choice مشهورًا، وبحلول عام 1993 أصبحت العلامة التجارية الثالثة الأكثر شهرة في الولايات المتحدة. تشمل العلامات التجارية الأخرى لشركة وول مارت قيمة كبيرة: "وإيكويت" في الولايات المتحدة وكندا و"سمارت برايس" في بريطانيا. تحدثت دراسة أجريت عام 2006 عن "حجم حصة وول مارت للعقل يبدو أنه يشغل أذهان المتسوقين عندما يتعلق الأمر بوعي العلامات التجارية الخاصة وتجار التجزئة.

### وسائل الترفيه
في عام 2010 تعاونت وول مارت مع بروكتر وغامبل لإنتاج Secrets of the Mountain وThe Jensen Project وهي أفلام عائلية مدتها ساعتان تضمنت الشخصيات باستخدام منتجات وول مارت وProcter & Gamble. أظهر مشروع Jensen أيضًا معاينة لمنتج سيتم إصداره في عدة أشهر في متاجر وول مارت. كما تم بث فيلم ثالث بعنوان A Walk in My Shoes عام 2010. يعمل مدير تسويق العلامات التجارية في وول مارت كرئيس مشارك لاتحاد اتحاد المعلنين الوطنيين للترفيه العائلي.

### خطط التجارة عبر الإنترنت
في سبتمبر 2016 اشترت وول مارت شركة التجارة الإلكترونية Jet.com، التي أسسها مارك لور في 2014 لبدء المنافسة مع Amazon.com، حيث حصلت Jet.com على حصتها الخاصة من تجار التجزئة عبر الإنترنت مثل Hayneedle في مارس 2016، وShoebuy.com في ديسمبر 2016 وModCloth في مارس 2017، واستحوذت وول مارت أيضًا على Parcel، وهي خدمة توصيل في نيويورك في 29 سبتمبر 2017.
في 15 فبراير 2017 استحوذت وول مارت على Moosejaw، وهو تاجر تجزئة نشط في الهواء الطلق عبر الإنترنت، مقابل 51 مليون دولار تقريبًا. جلبت Moosejaw معها شراكات مع أكثر من 400 علامة تجارية، بما في ذلك باتاغونيا، والوجه الشمالية، الغرير، وArc'teryx.
قال مارك لور الرئيس التنفيذي للتجارة الإلكترونية في وول مارت في الولايات المتحدة، إن البنية التحتية المادية الحالية لشركة وول مارت لما يقرب من 5000 متجر في جميع أنحاء الولايات المتحدة ستعزز توسعها الرقمي من خلال مضاعفتها كمستودعات للتجارة الإلكترونية دون زيادة النفقات العامة. واعتبارًا من عام 2017 تقدم وول مارت خدمة الاستلام في المتجر للطلبات عبر الإنترنت في 1000 متجر مع خطط لتوسيع الخدمة في النهاية إلى جميع متاجرها.
في 9 مايو 2018 أعلنت شركة وول مارت عن نيتها الاستحواذ على حصة مسيطرة بنسبة 77٪ في موقع التجارة الإلكترونية الهندي فليبكارت مقابل 16 مليار دولار  (مقابل عروض Amazon.com)، رهنا بالموافقة التنظيمية. وبعد اكتماله ستقدم إدارة الموقع تقاريرها إلى مارك لور. تم الإعلان عن إتمام الصفقة في 18 أغسطس 2018.
تم الإعلان عن شراكة مع خدمة الاشتراك Kidbox في 16 أبريل 2019.

## شؤون الشركات

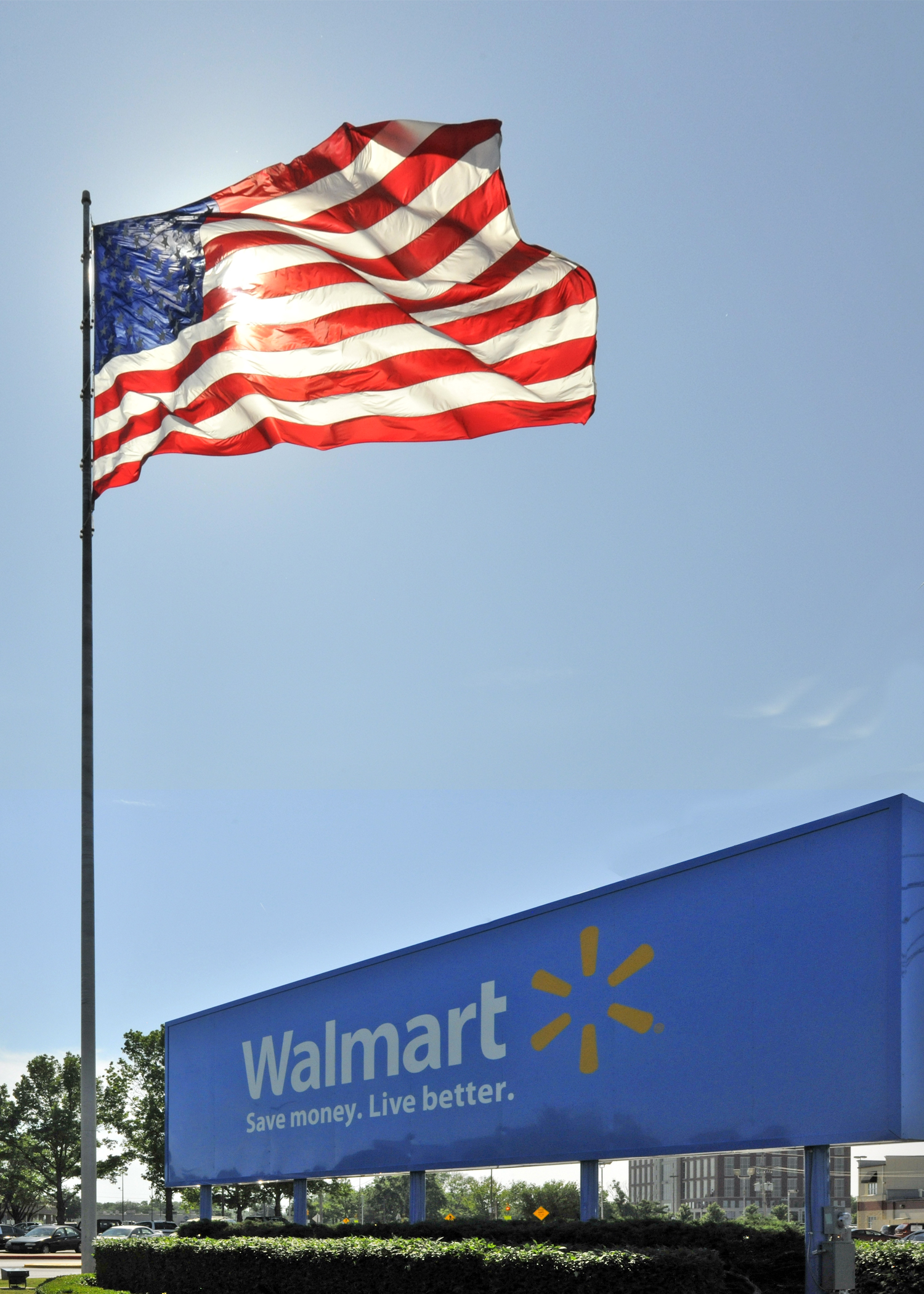
مقر وول مارت في بنتونفيل أركنساس في يونيو 2009

يقع المقر الرئيسي لشركة وول مارت في مجمع Walmart Home Office في بنتونفيل، أركنساس. ويعتمد نموذج عمل الشركة على بيع مجموعة متنوعة من البضائع العامة بأسعار منخفضة،  أصبح دوج ماكميلون الرئيس التنفيذي لشركة وول مارت في 1 فبراير 2014، كما عمل أيضًا كرئيس لنادي سام ووول مارت الدولية،  تشير الشركة إلى موظفيها باسم «شركاء»، كما قامت جميع متاجر وول مارت في الولايات المتحدة وكندا بتعيين «مرحبين» عند المدخل وهي ممارسة ابتكرها سام والتون وقلدها لاحقًا تجار التجزئة الآخرون، حيث يتم تدريب المتسوقين على مساعدة المتسوقين في العثور على ما يريدون والإجابة على أسئلتهم.
لسنوات عديدة تم التعرف على الزملاء في المتجر من خلال السترة الزرقاء المميزة الخاصة بهم، ولكن تم إيقاف هذه الممارسة في يونيو 2007 واستبدلت بالسراويل الكاكي وقمصان البولو. وكان تغيير خزانة الملابس جزءًا من إصلاح شامل للشركة لزيادة المبيعات وتجديد سعر سهم الشركة،  وفي سبتمبر 2014 تم تحديث الزي الرسمي مرة أخرى لإعادة سترة (دفعتها الشركة) لموظفي المتجر على نفس البولو والسراويل الكاكي أو السوداء التي يدفعها الموظف. السترة باللون الأزرق الداكن لموظفي وول مارت في سوبرسنترز ومتاجر الخصم، والأخضر الليموني لموظفي Walmart Neighborhood Market والأصفر لشركاء الفحص الذاتي؛ ومرحبو الأبواب ومديرو خدمة العملاء. كلاهما يذكر "Proud Walmart Associate" على الثدي الأيسر وشعار "Spark" يغطي الظهر.
يُقال إن أحد الأسباب الرئيسية لإعادة طرح السترة هو أن بعض العملاء واجهوا مشكلة في تحديد الموظفين،  وفي عام 2016 بدأ شركاء الخروج الذاتي ومسؤولو الاستقبال ومديرو خدمة العملاء يرتدون سترة صفراء لكي يراها العملاء بشكل أفضل، ومن خلال مطالبة الموظفين بارتداء زي موحد مصنوع من «ملابس الشارع» القياسية، لا يُطلب من وول مارت شراء الزي الرسمي أو تعويض الموظفين المطلوب في بعض الولايات، طالما يمكن ارتداء هذه الملابس في مكان آخر. الشركات ملزمة قانونًا فقط بالدفع مقابل القمصان والسراويل أو الملابس ذات العلامات التجارية التي يصعب ارتداؤها خارج العمل.
على عكس العديد من تجار التجزئة الآخرين، لا تفرض وول مارت رسومًا على الموردين لتظهر منتجاتهم في المتجر،  وبدلاً من ذلك فإنها تركز على بيع المنتجات الأكثر شهرة وتوفر حوافز لمديري المتاجر للتخلي عن المنتجات غير الشعبية.
من عام 2006 إلى عام 2010 ألغت الشركة برنامجها المؤقت وفي عام 2011 أعادت الشركة إحياء برنامجها المؤقت.
قدمت وول مارت برنامج Site-To-Store في عام 2007 بعد اختبار البرنامج منذ عام 2004 على أساس محدود. حيث يسمح البرنامج لعملاء Walmart.com بشراء البضائع عبر الإنترنت مع خيار الشحن المجاني، وشحن البضائع إلى أقرب متجر لاستلامها.
في 15 سبتمبر 2017 أعلنت وول مارت أنها ستبني مقرًا جديدًا في بنتونفيل ليحل محل المبنى الحالي لعام 1971 وتوحيد العمليات التي امتدت إلى 20 مبنى مختلفًا في جميع أنحاء بنتونفيل.

### المالية والحوكمة
بالنسبة للسنة المالية المنتهية في 31 يناير 2019 أعلنت وول مارت عن صافي دخل 6.67 مليار دولار أمريكي، من أصل 514.405 مليار دولار عائدات، وبلغت قيمة العمليات الدولية للشركة 120.824 مليار دولار، أو 23.7 في المائة من مبيعاتها البالغة 510.329 مليار دولار. وهي الشركة العامة رقم 29 في العالم، وفقًا لقائمة فوربس جلوبال 2000 وأكبر شركة عامة عند تصنيفها حسب الإيرادات.
يحكم وول مارت مجلس إدارة مكون من أحد عشر عضوًا ينتخبهم المساهمون سنويًا، ويعمل جريجوري بي بينر صهر إس. روبسون والتون وحفيد ابن سام والتون رئيسًا لمجلس الإدارة، ويشغل دوغ ماكميلون منصب الرئيس والمدير التنفيذي.
أعضاء مجلس الإدارة الحاليون هم:
- جريجوري بي بينر، رئيس مجلس إدارة شركة وول مارت والشريك العام لشركة Madrone Capital Partners
- سيزار كوندي، رئيس مجلس إدارة NBCUniversal International Group وNBCUniversal Telemundo Enterprises
- Timothy P. Flynn، الرئيس التنفيذي المتقاعد لشركة كيه بي إم جي
- سارة فريار، الرئيس التنفيذي لشركة Nextdoor
- كارلا هاريس، نائب رئيس إدارة الثروات، رئيس إستراتيجية العملاء متعددة الثقافات، العضو المنتدب وكبير مستشاري العملاء في مورغان ستانلي
- توم هورتون، مستشار أول في شركة Warburg Pincus، LLC، ورئيس مجلس الإدارة والرئيس التنفيذي المتقاعد لشركة الخطوط الجوية الأمريكية
- ماريسا أ.ماير، المؤسس المشارك لشركة Lumi Labs, Inc. والرئيس والمدير التنفيذي السابق لشركة ياهو!
- دوغ ماكميلون، الرئيس والمدير التنفيذي لشركة وول مارت
- Steven S. Reinemund، عميد الأعمال المتقاعد في جامعة ويك فورست ورئيس مجلس الإدارة والرئيس التنفيذي المتقاعد لشركة بيبسيكو
- S. Robson "Rob" Walton، الرئيس المتقاعد لمجلس إدارة Walmart Inc.
- ستيوارت والتون، مؤسس RZC Investments، LLC.

من بين الأعضاء البارزين السابقين في مجلس الإدارة هيلاري كلينتون (1985-1992)  وتوم كوغلين (2003-2004)، وقد عمل توم نائب للرئيس غادر كلينتون مجلس الإدارة قبل الانتخابات الرئاسية الأمريكية عام 1992 وغادر كوغلين في ديسمبر 2005 بعد إقراره بالذنب في التزوير والتهرب الضريبي لسرقة مئات الآلاف من الدولارات من وول مارت.
بعد وفاة Sam Walton في عام 1992 أصبح Don Soderquist الرئيس التنفيذي للعمليات ونائب الرئيس الأول معروفًا باسم «حارس الثقافة».
| السنة | الإيرادات          | صافي الدخل         | إجمالي الأصول      | السعر لكل حصة (دولار أمريكي) | الموظفين  | المتاجر |
| السنة | مليون دولار أمريكي | مليون دولار أمريكي | مليون دولار أمريكي | السعر لكل حصة (دولار أمريكي) | الموظفين  | المتاجر |
| ----- | ------------------ | ------------------ | ------------------ | ---------------------------- | --------- | ------- |
| 1968  | 12.618754          | 0.481754           |                    |                              |           | 24      |
| 1969  | 21.365081          | 0.605211           |                    |                              |           | 27      |
| 1970  | 30.862659          | 1.187764           |                    |                              | 1,000     | 32      |
| 1971  | 44.286012          | 1.651599           | 15.331             |                              | 1,500     | 38      |
| 1972  | 78.014164          | 2.907354           | 28.463             |                              | 2,300     | 51      |
| 1973  | 124.889141         | 4.591469           | 46.241             |                              | 3,500     | 66      |
| 1974  | 167.560892         | 6.15852            | 60.106             |                              | 4,400     | 78      |
| 1975  | 236.20888          | 6.353336           | 75.221             |                              | 5,800     | 104     |
| 1976  | 340.331            | 11.506             | 125.347            |                              | 7,500     | 125     |
| 1977  | 478.807            | 16.546             | 168.201            |                              | 10,000    | 153     |
| 1978  | 678.456            | 21.886             | 251.865            |                              | 14,700    | 195     |
| 1979  | 900.298            | 29.447             | 324.666            |                              | 17,500    | 229     |
| 1980  | 1,248.976          | 41.151             | 457.879            |                              | 21,000    | 276     |
| 1981  | 1,643.199          | 55.682             | 592.345            |                              | 27,000    | 330     |
| 1982  | 2,444.997          | 82.794             | 937.513            |                              | 41,000    | 491     |
| 1983  | 3,376.252          | 124.14             | 1,187.448          |                              | 46,000    | 551     |
| 1984  | 4,666.909          | 196.244            | 1,652.254          |                              | 62,000    | 645     |
| 1985  | 6,400.861          | 270.767            | 2,205.229          |                              | 81,000    | 758     |
| 1986  | 8,451.489          | 327.437            | 3,103.645          |                              | 104,000   | 887     |
| 1987  | 11,909.076         | 450.086            | 4,049.092          |                              | 141,000   | 1,037   |
| 1988  | 15,959.255         | 627.643            | 5,131.809          |                              | 183,000   | 1,215   |
| 1989  | 20,649.001         | 837.221            | 6,359.668          |                              | 223,000   | 1,381   |
| 1990  | 25,810.656         | 1,075.900          | 8,198.484          |                              | 275,000   | 1,528   |
| 1991  | 32,601.594         | 1,291.024          | 11,388.915         |                              | 328,000   | 1,725   |
| 1992  | 43,886.902         | 1,608.476          | 15,443.389         |                              | 371,000   | 1,930   |
| 1993  | 55,483.771         | 1,994.794          | 20,565.087         |                              | 434,000   | 2,136   |
| 1994  | 67,344.574         | 2,333.277          | 26,440.764         |                              | 528,000   | 2,463   |
| 1995  | 82,494             | 2,681              | 32,819             |                              | 622,000   | 2,872   |
| 1996  | 93,627             | 2,740              | 37,541             |                              | 675,000   | 3,106   |
| 1997  | 104,859            | 3,056              | 39,604             |                              | 728,000   | 3,117   |
| 1998  | 117,958            | 3,526              | 45,384             |                              | 825,000   | 3,406   |
| 1999  | 137,634            | 4,430              | 49,996             |                              | 910,000   | 3,600   |
| 2000  | 165,013            | 5,377              | 70,349             | 38.34                        | 1,140,000 | 3,662   |
| 2001  | 191,329            | 6,295              | 78,130             | 37.30                        | 1,244,000 | 4,189   |
| 2002  | 204,011            | 6,592              | 81,549             | 39.93                        | 1,383,000 | 4,414   |
| 2003  | 229,616            | 7,955              | 92,900             | 39.40                        | 1,400,000 | 4,688   |
| 2004  | 256,329            | 9,054              | 104,912            | 40.17                        | 1,500,000 | 4,906   |
| 2005  | 284,310            | 10,267             | 120,154            | 36.03                        | 1,700,000 | 5,289   |
| 2006  | 312,101            | 11,231             | 138,187            | 34.95                        | 1,800,000 | 6,141   |
| 2007  | 348,368            | 11,284             | 151,587            | 35.76                        | 1,900,000 | 6,779   |
| 2008  | 377,023            | 12,731             | 163,514            | 42.74                        | 2,100,000 | 7,262   |
| 2009  | 404,254            | 13,381             | 163,429            | 40.02                        | 2,100,000 | 7,870   |
| 2010  | 408,085            | 14,370             | 170,407            | 42.90                        | 2,100,000 | 8,416   |
| 2011  | 421,849            | 16,389             | 180,782            | 45.11                        | 2,100,000 | 8,970   |
| 2012  | 446,509            | 15,699             | 193,406            | 57.29                        | 2,200,000 | 10,130  |
| 2013  | 468,651            | 16,999             | 203,105            | 65.74                        | 2,200,000 | 10,773  |
| 2014  | 476,294            | 16,022             | 204,751            | 69.17                        | 2,200,000 | 10,942  |
| 2015  | 485,651            | 16,363             | 203,490            | 66.40                        | 2,200,000 | 11,453  |
| 2016  | 482,130            | 14,694             | 199,581            | 65.64                        | 2,300,000 | 11,528  |
| 2017  | 485,873            | 13,643             | 198,825            | 76.67                        | 2,300,000 | 11,695  |
| 2018  | 500,343            | 9,862              | 204,522            | 90.80                        | 2,300,000 | 11,718  |
| 2019  | 514,405            | 6,670              | 219,295            | 108.41                       | 2,200,000 | 11,361  |

### الملكية
وول مارت هي شركة مساهمة مقرها ولاية ديلاوير مسجلة لدى لجنة الأوراق المالية والبورصات الأمريكية، اعتبارًا من عام 2017  تملك 3,292,377,090 سهمًا قائمًا، وهي مملوكة بشكل أساسي من قبل عائلة والتون وعدد من المؤسسات والصناديق.
- 43.00٪ (1,415,891,131): مشاريع والتون
- 5.30٪ (174,563,205): والتون فاميلي هولدينجز تراست [380]
- 3.32٪ (102,036,399): فانغارد للاستثمار
- 2.37٪ (72.714.226): شركة ستيت ستريت
- 1.37٪ (42.171.892): شركة بلاك روك Institutional Trust
- 0.94٪ (28831.721): صندوق فانجارد لمؤشر إجمالي سوق الأسهم
- 0.77٪ (23,614,578): مستشارو صندوق بلاك روك
- 0.71٪ (21.769.126): دودج وكوكس انك
- 0.68٪ (20,978,727): فانجارد 500 إندكس فاند
- 0.65٪ (20,125,838): بنك أوف أمريكا كوربوريشن
- 0.57٪ (17.571.058): بنك أوف نيويورك ميلون كوربوريشن
- 0.57٪ (17.556.128): نورثرن ترست كوربوريشن
- 0.55٪ (16,818,165): فانغارد للاستثمار Institutional Index Fund - Institutional Index Fund
- 0.55٪ (16,800,850): شركة ستيت فارم للتأمين التعاوني على السيارات
- 0.52٪ (15,989,827): صندوق SPDR S&P 500 ETF Trust

### المنافسة
يشمل المنافسون الأساسيون لشركة وول مارت في أمريكا الشمالية متاجر البقالات والمتاجر الكبرى مثل ألدي وليدل وKmart وكروجر وIngles وPublix وشركة تارجت وHarris Teeter وMeijer وWinn Dixie في الولايات المتحدة؛ وشركة خليج هدسون ومحلات بيع Loblaw للبيع بالتجزئة وSobeys وMetro وGiant Tiger في كندا؛ وComercial Mexicana وSoriana في المكسيك. والمنافسون في قسم Sam's Club هم كاستكو وسلسلة BJ's Wholesale Club الصغيرة. وأدى انتقال وول مارت إلى مجال البقالة في أواخر التسعينيات إلى وضعه ضد سلاسل المتاجر الكبرى في كل من الولايات المتحدة وكندا، وقد تمكن العديد من تجار التجزئة الأصغر، وخاصة متاجر الدولار مثل Family Dollar وDollar General من العثور على سوق متخصص صغير والمنافسة بنجاح ضد وول مارت. وفي عام 2004 استجابت وول مارت باختبار مفهوم متجر الدولار الخاص بها وهو قسم فرعي من بعض المتاجر يسمى "Pennies-n-Cents".
كان على وول مارت أيضًا مواجهة منافسة شرسة في بعض الأسواق الخارجية. فعلى سبيل المثال في ألمانيا استحوذت على 2 في المائة فقط من سوق المواد الغذائية الألمانية بعد دخولها السوق في عام 1997 وظلت «لاعبًا ثانويًا» خلف ألدي بنسبة 19 في المائة. وتواصل أداء وول مارت الجيد في المملكة المتحدة حيث تعد شركة Asda التابعة لها ثاني أكبر متاجر التجزئة.
في مايو 2006 بعد دخول سوق كوريا الجنوبية في عام 1998 باعت وول مارت جميع منافذ بيعها في كوريا الجنوبية البالغ عددها 16 إلى شركة شينسيغاي المحلية، مقابل 882 مليون دولار أمريكي، وأعادت Shinsegae تسمية Walmarts باسم متاجر E-mart.
كافحت وول مارت لتصدير علامتها التجارية إلى مكان آخر حيث حاولت بشدة إعادة إنتاج نموذجها في الخارج. ففي الصين تأمل وول مارت أن تنجح من خلال التكيف والقيام بأشياء أفضل من المواطنين الصينيين. وعلى سبيل المثال وجدت أن المستهلكين الصينيين يفضلون اختيار الأسماك الحية والمأكولات البحرية الخاصة بهم؛ وبدأت المتاجر في عرض اللحوم المكشوفة وتركيب أحواض أسماك مما أدى إلى ارتفاع المبيعات.

### قاعدة العملاء
يستشهد عملاء وول مارت بالأسعار المنخفضة كأهم سبب للتسوق هناك،  حيث أن متوسط دخل عميل وول مارت الأمريكي أقل من المتوسط الوطني، وقد أشار تقرير وول مارت لعام 2006 أيضًا إلى أن عملاء وول مارت حساسون لارتفاع تكاليف المرافق وأسعار الغاز،  وأشار استطلاع للرأي إلى أنه بعد الانتخابات الرئاسية الأمريكية عام 2004 صوت 76 في المائة من الناخبين الذين يتسوقون في مارت مرة واحدة في الأسبوع لصالح جورج دبليو بوش بينما أيد 23 في المائة فقط السناتور جون كيري. وعند القياس مقابل تجار التجزئة المماثلين في الولايات المتحدة، تم تصنيف المتسوقين المتكررين في وول مارت على أنهم الأكثر تحفظًا من الناحية السياسية. وهكذا اعتبارًا من عام 2014 أفاد «غالبية (54 بالمائة) من الأمريكيين الذين يفضلون التسوق في وول مارت أنهم يعارضون زواج المثليين بينما يؤيده 40 بالمائة».
نظرًا لبروزها في حزام الكتاب المقدس تشتهر وول مارت بـ "تقليدها المتمثل في تكييف خدمتها لعملاء الكنيسة"  حيث يحمل وول مارت نسخًا نظيفة فقط من الأقراص المضغوطة الصوتية لموسيقى الهيب هوب، وبالتعاون مع The Timothy Plan يضع "أغلفة بلاستيكية على الدوريات النسائية الموحية للإيحاءات ويحظر" مجلات الفتى "مثل مجلة مكسي. بالإضافة إلى ذلك تخدم وول مارت أيضًا قاعدة عملائها المسيحيين من خلال بيع الكتب والوسائط المسيحية،  مثل مقاطع فيديو حكايات الخضروات وThe Purpose-Driven Life والتي تربح الشركة أكثر من 1 مليار دولار أمريكي سنويا.
في عام 2006 اتخذت وول مارت خطوات لتوسيع قاعدة عملائها في الولايات المتحدة، معلنة عن تعديل في متاجرها الأمريكية من إستراتيجية تسويق «مقاس واحد يناسب الجميع» إلى إستراتيجية مصممة «لتعكس كل مجموعة من المجموعات السكانية الست - الأمريكيون الأفارقة، الأثرياء، الذين يعيشون في منازل خالية، وذوي الأصول الأسبانية، وسكان الضواحي، وسكان الريف». وبعد حوالي ستة أشهر كشفت النقاب عن شعار جديد: «توفير المال للناس حتى يتمكنوا من عيش حياة أفضل». ويعكس هذا المجموعات الرئيسية الثلاث التي تصنف وول مارت عملاءها البالغ عددهم 200 مليون عميل إليها: «طموحون للعلامة التجارية» (الأشخاص ذوو الدخل المنخفض المهووسون بالعلامات التجارية ذات الأسماء الكبيرة)، و«الأثرياء الحساسون للسعر» (المتسوقون الأكثر ثراء الذين يحبون الصفقات)، و«متسوقو الأسعار»(الأشخاص الذين يحبون الأسعار المنخفضة ولا يستطيعون تحمل أكثر من ذلك بكثير). كما اتخذت وول مارت خطوات لجذب العملاء الأكثر ليبرالية، على سبيل المثال من خلال رفض توصيات جمعية الأسرة الأمريكية وحمل قرص DVD Brokeback Mountain، وهي قصة حب بين رعاة بقر مثليين في وايومنغ.

### بيع البنادق والذخيرة
توقف وول مارت عن بيع المسدسات في عام 1993 في جميع الولايات الأمريكية باستثناء ألاسكا،  وفي عام 2018 توقف وول مارت عن بيع الأسلحة والذخيرة للأشخاص الذين تقل أعمارهم عن 21 عامًا، بعد خطوة مماثلة من قبل شركة Dick's Sporting Goods في نفس اليوم. وفي نفس العام توقف وول مارت عن بيع البنادق ذات الطراز العسكري التي كانت شائعة الاستخدام في عمليات إطلاق النار الجماعية.
اعتبارًا من عام 2019 كانت وول مارت من أكبر متاجر التجزئة للأسلحة النارية والذخيرة. في عام 2019 بعد مقتل 23 شخصًا  وفي إطلاق نار جماعي في متجر وول مارت في إل باسو، تكساس أعلنت شركة وول مارت أنها ستتوقف عن بيع جميع ذخيرة المسدس وبعض ذخيرة البنادق قصيرة الماسورة، وأعلنت الشركة أيضًا أنها ستتوقف عن بيع المسدسات في ألاسكا الولاية الوحيدة التي لا تزال الشركة تبيع فيها المسدسات. وكان من المتوقع هذه الخطوة للحد من حصة السوق الأمريكية وول مارت في الذخيرة من نحو 20٪ إلى حوالي – وذكر وول مارت أيضًا أنه «يطلب باحترام» ألا يحمل العملاء أسلحة علانية في متاجر وول مارت باستثناء مسؤولي إنفاذ القانون المعتمدين.
في أعقاب إطلاق الشرطة النار على والتر والاس جونيور في أكتوبر 2020، أزالت وول مارت مؤقتًا عروض الأسلحة والذخيرة في آلاف المتاجر في جميع أنحاء الولايات المتحدة من طوابق المبيعات، مما أدى إلى مخاوف من الاضطرابات المدنية، وقال المتحدث باسم الشركة كوري لوندبيرج في بيان «لقد شهدنا بعض الاضطرابات المدنية المعزولة وكما فعلنا في عدة مناسبات خلال السنوات القليلة الماضية قمنا بنقل أسلحتنا النارية وذخائرنا من طابق المبيعات كإجراء احترازي لسلامة شركائنا. الشركاء والعملاء.» ستظل الأسلحة النارية والذخيرة متاحة للشراء عند الطلب، لكن مدة إزالة كليهما من طابق المبيعات تظل غير محددة.

### التقنية

#### برمجيات مفتوحة المصدر
يتم ترميز العديد من مشروعات تقنيات وول مارت في الأماكن المفتوحة والمتاحة من خلال مستودع وول مارت في غيت هاب،  كبرنامج مفتوح المصدر بموجب ترخيص Apache V2.0 المعتمد من OSI، واعتبارًا من نوفمبر 2016 تم إدراج 141 مشروعًا عامًا على غيت هاب.
أثناء انتقال منصة البيع بالتجزئة walmart.com إلى ريأكت ونود.جي إس، تم إنشاء مشروع Electrode  لتشغيل منصة التجارة الإلكترونية التي تخدم 80 مليون زائر شهريًا و15 مليون عنصر، يوفر Electrode العديد من التحسينات والأدوات للمطور بما في ذلك تكوين Node.js وإدارة الميزات.
أصدر Alex Grigoryan  من Walmart Labs بيانًا  على موقع Medium.com في 3 أكتوبر 2016 موضحًا تفاصيل التطبيقات والنطاق الذي تعمل به في وول مارت.

#### تحليلات البيانات الضخمة
كأكبر بائع تجزئة في الولايات المتحدة يجمع وول مارت ويحلل كمية كبيرة من بيانات المستهلك، حيث يتم استخراج مجموعات البيانات الضخمة لاستخدامها في التحليلات التنبؤية، والتي تسمح للشركة بتحسين العمليات من خلال التنبؤ بعادات العميل، ويشار إلى مركز بيانات وول مارت بشكل غير رسمي بالمنطقة 71.
في أبريل 2011 استحوذت وول مارت على Kosmix لتطوير برنامج لتحليل تدفقات البيانات في الوقت الفعلي. في أغسطس 2012 أعلنت شركة وول مارت عن محرك البحث Polaris.
أثار مقدار البيانات التي جمعتها وول مارت مخاوف بشأن الخصوصية.

#### التعامل النقدي
في عام 2016 بدأ وول مارت حملة لأتمتة الكثير من عملية التعامل النقدي، حيث بدأ في استبدال الموظفين الذين يحسبون العملة يدويًا بآلات تحسب 8 فواتير في الثانية و3000 قطعة نقدية في الدقيقة، تسمح آلات المعالجة الموجودة في الجزء الخلفي من المتاجر لأمناء الصندوق بمعالجة الأموال للإيداع الإلكتروني.

## الأعمال الخيرية
اعتقد سام والتون أن مساهمة الشركة في المجتمع كانت حقيقة، وأنها تعمل بكفاءة، وبالتالي خفضت تكلفة المعيشة للعملاء، وكانت «قوة قوية للخير»، على الرغم من رفضه المساهمة النقدية في الأعمال الخيرية لعدة أسباب. بعد أن بدأ يشعر بأن ثروته تجتذب الأشخاص الذين لا يريدون أكثر من «صدقة»، أوضح في وقت لاحق في سيرته الذاتية «نحن نشعر بقوة أن وول مارت في الحقيقة ليست ولا يجب أن يكون في الأعمال الخيرية» مبينة «أي دين يجب أن تنتقل إلى شخص ما إما المساهمين أو العملاء لدينا.»  لكن منذ وفاة سام والتون في عام 1992 زاد وول مارت ومؤسسة وول مارت بشكل كبير من التبرعات الخيرية. فعلى سبيل المثال تبرعت وول مارت في عام 2005 بمبلغ 20 مليون دولار أمريكي نقدًا وبضائع للإغاثة من إعصار كاترينا، وفي عام 2020 خصصوا 25 مليون دولار لمنظمات المتواجدة على الخطوط الأمامية للاستجابة لوباء COVID-19. وتقترب تبرعات وول مارت الخيرية من مليار دولار أمريكي كل سنة.

## الأثر الاقتصادي
وجد كينيث ستون، أستاذ الاقتصاد في جامعة ولاية أيوا، في بحث نُشر في Farm Foundation في عام 1997 أن بعض المدن الصغيرة يمكن أن تفقد ما يقرب من نصف تجارة التجزئة في غضون عشر سنوات من افتتاح متجر وول مارت، حيث قارن التغييرات بالمنافسين السابقين الذين واجهتهم متاجر المدن الصغيرة في الماضي - من تطوير السكك الحديدية وكتالوج Sears Roebuck إلى مراكز التسوق، ويخلص إلى أن المدن الصغيرة تتأثر أكثر بـ «متاجر التجار بالجملة المخفضة» من المدن الكبيرة وأن أصحاب المتاجر الذين يتأقلمون مع سوق التجزئة المتغير باستمرار يمكن أن «يتعايشوا بل ويزدهروا في هذا النوع من البيئة».
وجدت إحدى الدراسات أجريت في يونيو 2009 من قبل باحثين في العديد من الجامعات بقيادة Tuck School of Business في كلية دارتموث أن دخول وول مارت إلى سوق جديد له تأثير عميق على منافستها، فعندما يفتح متجر وول مارت في سوق جديد، ينخفض متوسط المبيعات بنسبة 40 في المائة في المتاجر ذات الحجم الكبير المماثلة، و17 في المائة في محلات السوبر ماركت و6 في المائة في الصيدليات. واقترحت دراسة أجرتها جامعة لويولا في شيكاغو أن تأثير متجر وول مارت على الأعمال المحلية يرتبط ببعده عن هذا المتجر، ويعترف قائد تلك الدراسة أن هذا العامل أقوى في المدن الصغيرة ولا ينطبق على المزيد من المناطق الحضرية قائلاً «سيكون من الصعب تحديد ما يحدث مع وول مارت». وقد تم التأكيد على هذه النتائج من خلال دراسة أخرى أجراها المكتب الوطني للاقتصاد في عام 2009، والتي أظهرت «آثارًا سلبية كبيرة» للشركات المتنافسة في نطاق 5 إلى 10 ميل (8 إلى 16 كـم) لمتاجر التجزئة الكبيرة التي تم افتتاحها حديثًا، ووجدت الدراسة أيضًا أن تجار التجزئة المحليين لا يجدون أي فائدة تقريبًا. ويمكن تفسير تأثيرات وول مارت السلبية على تجار التجزئة المحليين جزئيًا من خلال الدراسات التي وجدت أن الشركات المحلية تعيد استثمار ما يقرب من 63 في المائة من الأرباح في الأعمال التجارية المحلية الأخرى مقارنة بتجار التجزئة المتسلسل، كما وجده مركز مين للسياسة الاقتصادية في عام 2011.
أجرى ديفيد ميريمان وجوزيف بيرسكي وجولي ديفيس ورون بايمان دراسة في مجلة التنمية الاقتصادية الفصلية توضح تأثيرات وول مارت في شيكاغو، حيث تستند الدراسة إلى ثلاث دراسات استقصائية سنوية للمؤسسات داخل دائرة نصف قطرها أربعة أميال من شيكاغو وول مارت الجديدة، و«تُظهر أن احتمال توقف العمل كان أعلى بكثير بالنسبة للمؤسسات القريبة من هذا المتجر»، وأوضحت الدراسة كيف فقدت ما يقرب من 300 وظيفة بسبب افتتاح المتجر وهو ما يعادل تقريبًا توظيف وول مارت في المنطقة، فيما تعزز النتائج الإجمالية لهذه الدراسة «الزعم بأن وول مارت في المدن الكبيرة مثل تلك الموجودة في المدن الصغيرة تمتص مبيعات التجزئة من المتاجر القريبة دون توسيع السوق بشكل كبير» لأن هذه هي إحدى الدراسات الأولى للتأثيرات الاقتصادية لشركة وول مارت على الاقتصادات المحلية.
- خلصت دراسة أجراها معهد ماكينزي العالمي عام 2001 حول نمو إنتاجية العمل في الولايات المتحدة بين عامي 1995 و2000 إلى أن «وول مارت تسبب بشكل مباشر وغير مباشر في الجزء الأكبر من تسريع الإنتاجية» في قطاع البيع بالتجزئة.[425] وصرح روبرت سولو الحائز على جائزة نوبل في الاقتصاد ومستشار الدراسة أن «أهم عامل في هذا [النمو] هو وول مارت.» [426]
- يقدر معهد السياسة الاقتصادية أنه بين عامي 2001 و2006 أدى العجز التجاري لشركة وول مارت مع الصين وحدها إلى القضاء على ما يقرب من 200 ألف وظيفة في الولايات المتحدة، [427] وقد وجدت دراسة أخرى في جامعة ميسوري أن متجرًا جديدًا يزيد صافي التوظيف بالتجزئة في المقاطعة بمقدار 100 وظيفة على المدى القصير، يختفي نصفها على مدى خمس سنوات مع إغلاق مؤسسات البيع بالتجزئة الأخرى.[428]
- وجدت ورقة بحثية أعدها اثنان من الأساتذة في جامعة ولاية بنسلفانيا عام 2004 أن المقاطعات الأمريكية التي بها متاجر وول مارت تعاني من فقر متزايد مقارنة بالمقاطعات التي لا يوجد بها متاجر وول مارت، [429] حيث افترضوا أن هذا قد يكون بسبب إزاحة العمال من الوظائف ذات الأجور الأعلى في تجار التجزئة، ولم يعد العملاء يختارون رعايتها، أو أن وول مارت تقدم أعمالًا خيرية محلية أقل من الشركات التي تم استبدالها، أو تقلص مجموعة القيادة المحلية وانخفاض رأس المال الاجتماعي بسبب انخفاض عدد الشركات المحلية المستقلة. قال الدكتور راج باتيل، مؤلف كتاب " Stuffed and Starved : Markets، Power and the Hidden Battle for the World Food System"، في محاضرة في جامعة ملبورن في 18 سبتمبر 2007 أن دراسة أجريت في نبراسكا نظرت إلى مركزين لوول مارت التي وصل أولها للتو وكان «في طور إخراج الجميع من العمل، ولكن للقيام بذلك، قاموا بخفض أسعارهم إلى حد كبير، وبأسعار منخفضة للغاية»، وفي وول مارت الأخرى «نجحوا في تدمير الاقتصاد المحلي، وكان هناك نوع من الحفرة الاقتصادية مع وول مارت في الوسط؛ وفي هذا المجتمع، كانت الأسعار أعلى بنسبة 17 في المائة».[430]
- ذكرت قصة عام 2005 في واشنطن بوست أن «خصم وول مارت على الطعام وحده يعزز رفاهية المتسوقين الأمريكيين بما لا يقل عن 50 مليار دولار أمريكي في السنة.» [431] وقامت دراسة أجريت في عام 2005 في معهد ماساتشوستس للتكنولوجيا (MIT) بقياس التأثير على رفاهية المستهلك ووجدت أن أفقر شريحة من السكان تستفيد أكثر من وجود بائعي التجزئة ذوي الخصومات.[432]
- اقترح تحليل اقتصادي لعام 2008 نُشر في مجلة Economic Inquiry أن «عملية التدمير الإبداعي التي أطلقها وول مارت لم يكن لها تأثير مهم من الناحية الإحصائية على المدى الطويل على الحجم الكلي والربحية لقطاع الأعمال الصغيرة في الولايات المتحدة.» [433]
- في عام 2006 وصف كاتب العمود في صحيفة أمريكية جورج ويل وول مارت بأنها «أكثر الشركات التي تخلق فرص عمل في تاريخ القطاع الخاص في هذه المجرة» و«[ب] خفض أسعار المستهلكين، تكلف وول مارت حوالي 50 وظيفة في مجال التجزئة بين لكل 100 وظيفة تخلقها وول مارت». ومن حيث الآثار الاقتصادية، يذكر ويل أن "وول مارت وآثارها توفر للمتسوقين أكثر من 200 مليار دولار أمريكي في العام، وتقزيم البرامج الحكومية مثل طوابع الغذاء (28٫6 مليار دولار أمريكي) وائتمان ضريبة الدخل المكتسب 34٫6 مليار دولار أمريكي) ".[434]
- ذكرت قصة عام 2014 في صحيفة الغارديان أن مؤسسة وول مارت كانت تعزز جهودها للعمل مع الشركات المصنعة الأمريكية، وفي فبراير 2014 تعهدت مؤسسة وول مارت بتقديم 10 مليار دولار أمريكي لدعم المصنعين المحليين والإعلان عن خطط لشراء 250 مليار دولار أمريكي

قيمة المنتجات الأمريكية الصنع في العقد المقبل.

## علاقات العمل
واجهت وول مارت سيلًا من الدعاوى القضائية والقضايا المتعلقة بالقوى العاملة لديها، حيث يبلغ عدد موظفيها أكثر من 2.3 مليون موظف في جميع أنحاء العالم، وتتضمن هذه القضايا الأجور المنخفضة، وظروف العمل السيئة، والرعاية الصحية غير الكافية، والقضايا التي تنطوي على سياسات الشركة القوية المناهضة للنقابات، وفي نوفمبر 2013 أعلن المجلس الوطني للعلاقات العمالية (NLRB) أنه اكتشف: أنه في 13 ولاية أمريكية ضغطت وول مارت على الموظفين لعدم الانخراط في إضرابات يوم الجمعة السوداء كما قامت بشكل غير قانوني بتأديب العمال الذين شاركوا في الإضرابات. يشير النقاد إلى معدل دوران وول مارت المرتفع كدليل على قوة عاملة غير سعيدة، وعلى الرغم من احتمال وجود عوامل أخرى، يغادر ما يقرب من 70 في المائة من موظفيها خلال السنة الأولى. ولا تزال الشركة قادرة على التأثير على معدلات البطالة، حيث تم العثور على هذا في دراسة أجرتها جامعة ولاية أوكلاهوما والتي تنص على أن «وول مارت قد خفض بشكل كبير معدلات البطالة النسبية للسود في تلك المقاطعات التي يتواجد فيها، ولكن لم يكن له سوى تأثير محدود على الدخل النسبي بعد تأثيرات وأخذت في الاعتبار المتغيرات الاجتماعية والاقتصادية الأخرى».
وول مارت هو أكبر صاحب عمل خاص في الولايات المتحدة، ويعمل فيه ما يقرب من خمسة أضعاف عدد العاملين في شركة IBM، ثاني أكبر صاحب عمل. توظف وول مارت الأمريكيين الأفارقة أكثر من أي صاحب عمل خاص آخر في الولايات المتحدة.
أعادت وول مارت تسمية علامتها التجارية الخاصة بمزايا التعليم المشترك لتعيش بشكل أفضل في مارس 2019،  حيث يدعم Live Better U التعليم المنتسب على كل المستويات ويتضمن برنامجًا جامعيًا بقيمة دولار واحد يوميًا، وتعليمًا مجانيًا في المدرسة الثانوية، وخصومات على برامج التعليم العالي من خلال الشراكة مع Guild Education.
في أبريل 2019 أعلنت شركة وول مارت عن خطط لتوسيع استخدام الروبوتات في المتاجر من أجل تحسين ومراقبة المخزون وتنظيف الأرضيات وتفريغ الشاحنات، كجزء من جهود الشركة لخفض تكاليف العمالة.
في يونيو 2019 أعلنت شركة Walmart Inc. عن توسيع مزايا التعليم لتجنيد طلاب المدارس الثانوية، حيث تشمل الحوافز جداول عمل مرنة، ودورات تدريبية مجانية لإعداد SAT وACT، وما يصل إلى سبع ساعات من الائتمان الجامعي المجاني، وشهادة جامعية خالية من الديون في ثلاثة مجالات من ست جامعات غير ربحية.

### النوع
في عام 2007 تم رفع دعوى ضد وول مارت بدعوى التمييز ضد الموظفات في الأمور المتعلقة بالأجور والترقيات، تم السعي للحصول على دعوى جماعية، والتي كانت ستصبح الأكبر في تاريخ البلاد، وتغطي 1.5 مليون موظف سابق وحالي. في 20 يونيو 2011 حكمت المحكمة العليا في الولايات المتحدة لصالح وول مارت، مشيرة إلى أن المدعين لم يكن لديهم ما يكفي من القواسم المشتركة لتشكيل طبقة. وحكمت المحكمة بالإجماع أنه بسبب تنوع ظروف المدعين، لا يمكن متابعة الدعوى الجماعية كما هي معروضة، وعلاوة على ذلك، في القرار 5-4 أنه لا يمكن المضي قدما في أي نوع من الدعاوى الجماعية. أعرب العديد من المدعين بمن فيهم المدعي الرئيسي بيتي دوكس عن نيتهم في رفع دعاوى تمييز فردية بشكل منفصل.
وفقًا لمستشار تم تعيينه من قبل المدعين في دعوى قضائية للتمييز الجنسي في عام 2001، أظهرت إيداعات لجنة فرص العمل المتساوية في وول مارت أن الموظفات يشكلن 65 في المائة من قوة العمل المأجورة في وول مارت، ولكن 33 في المائة فقط من إدارتها. و35 في المائة فقط من مديري متاجرها من النساء، مقارنة بـ 57 في المائة في بائعي التجزئة المماثلين. وتقول وول مارت إن المقارنات مع بائعي التجزئة الآخرين غير عادلة، لأنها تصنف الموظفين بشكل مختلف؛ إذا تم تضمين مديري الأقسام في المجاميع، فإن النساء يشكلن 60 في المائة من الرتب الإدارية، وانتقد آخرون الدعوى باعتبارها بلا أساس في القانون واعتبارها إساءة استخدام لآلية الدعوى الجماعية. في عام 2007 تم اختيار وول مارت من قبل الرابطة الوطنية للمديرات التنفيذيات كواحدة من أفضل 35 شركة للسيدات التنفيذيات.

### التوجه الجنسي والهوية الجنسية
في مؤشر المساواة في الشركات لعام 2002 الخاص بحملة حقوق الإنسان (HRC)، وهو مقياس لكيفية تعامل الشركات مع الموظفين والعملاء المثليين تم منح 14٪ لشركة Wal-Mart Stores Inc. ومع ذلك بحلول عام 2017 أعطى مؤشر مساواة الشركات لعام 2017 درجة 100٪ لشركة Wal-Mart Stores Inc. وفي عام 2003 أضاف وول مارت التوجه الجنسي إلى سياستهم المناهضة للتمييز، وفي عام 2005 بدأ تعريف وول مارت للعائلة بما في ذلك الشركاء من نفس الجنس. في عام 2006 أعلنت وول مارت أن «جهود التنوع تشمل مجموعات جديدة من الأقليات، والموظفات والمثليين الذين يجتمعون في مقر وول مارت في بنتونفيل لتقديم المشورة للشركة بشأن التسويق والترويج الداخلي. وهناك سبع مجموعات موارد تجارية: النساء، والأمريكيين الأفارقة، والأسبان، والآسيويين، والأمريكيين الأصليين، والمثليين والمثليات، ومجموعة من ذوي الاحتياجات الخاصة.» 
من عام 2006 إلى عام 2008 كان وول مارت عضوًا في الغرفة التجارية الوطنية للمثليين والسحاقيات، وفي عام 2011 أضافت وول مارت الهوية الجنسية إلى سياستها المناهضة للتمييز. حيث تسمح سياسات وول مارت المناهضة للتمييز للزملاء باستخدام مرافق الحمامات التي تتوافق مع هويتهم الجنسية والتعبير الجنسي. وفي عام 2013 بدأ وول مارت في تقديم مزايا التأمين الصحي للشركاء المحليين،  في عام 2015 أصدر دوغ ماكميلون، الرئيس التنفيذي لشركة وول مارت بيانًا يعارض مشروع قانون مجلس النواب رقم 1228 وطلب من الحاكم آسا هاتشينسون الاعتراض على مشروع القانون،  وفي عام 2016 أضافت وول مارت مزايا رعاية صحية كاملة لموظفيها المتحولين جنسيًا.

## النقد والخلافات
تعرضت وول مارت لانتقادات من مختلف المجموعات والأفراد، بما في ذلك النقابات العمالية، والمجموعات المجتمعية، والمنظمات الشعبية، والمنظمات الدينية، والمجموعات البيئية، ومجموعات الأسلحة النارية، وعملاء الشركة وموظفيها. حيث احتجوا على سياسات الشركة وممارساتها التجارية بما في ذلك تهم التمييز العنصري والجنساني. وتشمل مجالات النقد الأخرى مصادر المنتجات الأجنبية للشركة، ومعاملة الموردين، وتعويضات الموظفين وظروف العمل، والممارسات البيئية، واستخدام الإعانات العامة، وسياسات الشركة الأمنية، والعبودية. فيما ينفي وول مارت ارتكاب أي خطأ ويؤكد أن الأسعار المنخفضة هي نتيجة الكفاءة.
في أبريل 2016 أعلنت شركة وول مارت أنها تخطط لإزالة البيض من أقفاص البطاريات من سلسلة التوريد بحلول عام 2025. وكان القرار مهمًا بشكل خاص بسبب الحصة السوقية الكبيرة لوول مارت وتأثيرها على بقية الصناعة. وقد تم الإشادة بهذه الخطوة من قبل مجموعات رعاية الحيوانات الرئيسية،  ولكن ممثل مجموعة تجارة الدواجن أعرب عن شكوكه بشأن تأثير القرار. لن يأتي بيض وول مارت الخالي من الأقفاص من منتجي المراعي المجانية، بل من المزارع ذات النطاق الصناعي حيث سيتم تخصيص الطيور بين 1 و1.5 قدم مربع لكل منها، وهو ترتيب مرهق يمكن أن يسبب أمرض الأفتراس. على عكس أقفاص البطاريات، سيسمح موردو أنظمة وول مارت للدجاج بالتحرك، ولكن بالنسبة لأقفاص البطاريات فإن معدلات وفيات الدجاجات أعلى وتشكل مشاكل بيئية وصحة العمال.
في مارس 2018 تم رفع دعوى قضائية ضد وول مارت من قبل المدير السابق لتطوير الأعمال Tri Huynh بسبب مزاعم بالإبلاغ عن نتائج مضللة لأداء التجارة الإلكترونية لصالح الشركة. صرح Huynh أن تحرك الشركة كان محاولة لاستعادة الأرض المفقودة أمام منافس Amazon.
في سبتمبر 2018 تم رفع دعوى قضائية ضد وول مارت من قبل لجنة تكافؤ فرص العمل بدعوى أن وول مارت رفضت طلبات من الموظفات الحوامل للحد من رفع الأحمال الثقيلة.
في مايو 2019 رفع مركز التحقيق دعوى قضائية في مقاطعة كولومبيا يزعم فيها احتيال المستهلك وتعريض صحة عملائه للخطر بسبب ممارسة وول مارت المتمثلة في «بيع منتجات المعالجة المثلية جنبًا إلى جنب مع الطب الحقيقي، في نفس الأقسام في متاجرها تحت نفس العلامات»، وفقًا لما قاله نيكولاس ليتل، نائب رئيس CFI والمستشار العام.
في تموز (يوليو) 2019 غمر موقع وول مارت ريديت الميمات المؤيدة للنقابة احتجاجًا على طرد موظف نشر مواد سرية على subreddit. وكانت العديد من هذه المنشورات غاضبة من قيام وول مارت باستطلاع آراء موظفيها على الإنترنت. ويأتي نشر محتوى النقابة ردًا على الموقف المناهض للنقابات المذكور أعلاه والذي اتخذته وول مارت في الماضي.

### مشكلة الجريمة في عقد 2010
وفقًا لتقرير بلومبرج بيزنس ويك في أغسطس 2016 أدت قرارات خفض التكاليف الصارمة التي بدأت في عام 2000 عندما تولى لي سكوت منصب الرئيس التنفيذي للشركة إلى زيادة كبيرة في الجريمة في المتاجر في جميع أنحاء الولايات المتحدة. وشمل ذلك إزالة مستقبلي المتجر المشهورين، الذين يُنظر إليهم جزئياً على أنهم رادع للسرقة عند المخارج، واستبدال العديد من الصرافين بمحطات الخروج الذاتي، وإضافة متاجر بمعدل تجاوز تعيين الموظفين الجدد، وهو أدى إلى زيادة المساحة المخصصة لكل موظف بنسبة 19٪ مقارنة بالعقد السابق. وبينما نجحت هذه القرارات في زيادة الأرباح بنسبة 23٪ في العقد التالي، إلا أنها أدت أيضًا إلى زيادة جرائم السرقة والعنف.
في عام 2015 تحت إشراف الرئيس التنفيذي دوغ ماكميلون، بدأت وول مارت حملة على مستوى الشركة للحد من الجريمة التي تضمنت إيصالات الفحص الفوري عند المخارج، وتمركز الموظفين في مناطق الخروج الذاتي، وكاميرات الأمان على مستوى العين في مناطق السرقة العالية، واستخدام تحليلات البيانات للكشف عن الاحتيال في الائتمان، وتوظيف رجال الشرطة خارج الخدمة وضباط الأمن الخاص، وتقليل المكالمات إلى الشرطة من خلال برنامج يمكن من خلاله للمخالفين لأول مرة الذين يضبطون يسرقون البضائع التي تقل قيمتها عن قيمة معينة تجنب الاعتقال إذا وافقوا على الخضوع لبرنامج منع السرقة.
ومع ذلك قال بعض المتخصصين في إنفاذ القانون إن التحسينات تأتي ببطء شديد. صرح أحد المحاربين القدامى في الشرطة منذ فترة طويلة في تولسا، أوكلاهوما، «إنه أمر سخيف - نحن نتحدث عن أكبر بائع تجزئة في العالم. قد يكون لدي نصف فريقي هناك لساعات». صرح نقيب شرطة في بورت ريتشي، فلوريدا، «إنهم يدركون المشكلة ويرفضون فعل أي شيء حيالها».
لاحظت وكالات إنفاذ القانون في جميع أنحاء الولايات المتحدة عبئًا على الموارد أنشأه عدد غير متناسب من المكالمات من وول مارت. انتقد الخبراء تاجر التجزئة لتحويل عبئه الأمني إلى دافعي الضرائب. عبر ثلاث مقاطعات في فلوريدا، تم تسجيل ما يقرب من 9000 مكالمة شرطة في 53 متجرًا من متاجر وول مارت، لكن لم ينتج عنها سوى بضع مئات من الاعتقالات. في جرانيت فولز بولاية نورث كارولينا، كانت 92٪ من مكالمات السرقة للشرطة المحلية من متجر وول مارت هناك. الاتجاه مشابه في المناطق الريفية والضواحي والحضرية. يتم استدعاء الشرطة إلى متاجر وول مارت من 3 إلى 4 أضعاف عدد تجار التجزئة المماثلين مثل Target. يقول الخبراء إن السلسلة وهوامش ربحها الضئيلة للغاية تعتمد بشكل كبير على الشرطة لحماية أرباحها النهائية. يتصدر Walmart Supercenters قائمة الأشخاص الأكثر زيارة من قبل الشرطة.
قال نقيب الشرطة في بورت ريتشي، فلوريدا، إن متاجر Target في كثير من الأحيان لديها أمن بالزي الرسمي، بالإضافة إلى موظفين أكثر وضوحًا في أي حال. قد تكون المقارنة الأخرى هي مراكز التسوق التي غالبًا ما يكون لها دوريات أمنية وضباط شرطة خارج الخدمة. يقول جيه آر روبرتس، المدير السابق لإدارة المخاطر في Valor Security Services (التي توفر أمانًا للمراكز التجارية): «تتمتع جميع مراكز التسوق بالأمن؛ وهم يعلمون أنها نفقات، لكن أحدهم يعرفون أنه يدفع أرباحًا لأن الناس يشعرون بأمان أكبر عند الذهاب إلى متاجرهم.» 
بالإضافة إلى مئات الآلاف من الجرائم الصغيرة، وقعت أكثر من 200 جريمة عنيفة، بما في ذلك محاولات الاختطاف والطعن وإطلاق النار والقتل في 4500 وول مارت في الولايات المتحدة في عام 2016. في عام 2019 قُتل 23 شخصًا في إطلاق نار جماعي في متجر وول مارت في إل باسو بولاية تكساس.
في 27 يونيو 2020 وقع إطلاق نار في مركز توزيع وول مارت في ريد بلاف، كاليفورنيا، الولايات المتحدة. قُتل موظف وجُرح أربعة موظفين وقتل مطلق النار على يد الضباط.

## وصلات خارجية
- الموقع الرسمي
- Wal-Mart Stores Corporate Site